# Phantasialand
Phantasialand è un parco divertimenti situato nella città tedesca di Brühl, nel land della Renania Settentrionale-Vestfalia. Con oltre due milioni di visitatori nel 2023, è il secondo parco divertimenti più visitato in Germania e tra i 15 parchi di divertimento più visitati d'Europa. La stagione regolare dura da fine marzo a inizio novembre; durante i mesi invernali, il parco apre per alcune settimane con uno speciale programma invernale.
Con una superficie operativa di circa 28 ettari, dei quali il solo parco (senza parcheggio e hotel) occupa circa 12 ettari, Phantasialand si può considerare come uno dei più piccoli parchi divertimento per superficie. Le caratteristiche principali sono una densa occupazione dello spazio con attrazioni parzialmente intrecciate tra loro e la demolizione relativamente frequente di vecchie attrazioni a favore di nuove. Affiliati al parco, sono presenti tre hotel a tema e sale per eventi e conferenze.

## Storia

### Concetto originale
Phantasialand è nato il 30 aprile 1967 presso l'ex miniera di lignite Berggeist a sud di Brühl per volontà dell'impresario Gottlieb Löffelhardt e del burattinaio Richard Schmidt, ed è uno dei più antichi parchi divertimento d'Europa. Schmidt aveva supervisionato numerosi giochi televisivi di burattini e voleva rendere le bambole e gli scenari permanentemente accessibili al pubblico. A tal fine, collaborando con il suo amico showman Gottlieb Löffelhardt, costruì intorno al Mondsee (Lago della luna) un giardino dedicato alle favole, insieme ad alcune altre attrazioni come il percorso in auto d'epoca, la Westerneisenbahn (Ferrovia del West), un'area giochi e il ristorante Hawaii.
Già nel primo anno si contarono 400.000 visitatori. Questo successo portò all'ampliamento della superficie del parco più volte negli anni seguenti, per la costruzione di nuove attrazioni finalizzate anche ad un pubblico più adulto.

### Le nuove aree tematiche
Nel 1970 aprì l'area Alt Berlin: una replica della strada di Berlino Unter den Linden nello stile degli anni venti, inclusa la fontana del Nettuno e la Porta di Brandeburgo in scala 1:2. La strada, che ospitava tra le altre cose il teatro Wintergarten, si univa direttamente all'ingresso principale del parco, anch'esso di nuova costruzione, ed era quindi nella sua funzione paragonabile alla Main Street dei Parchi Disney. La seconda apertura di l'anno era la Gondelbahn 1001 Nacht (Gondola delle Mille e una Notte), conosciuta come la prima dark ride fissa in Germania.

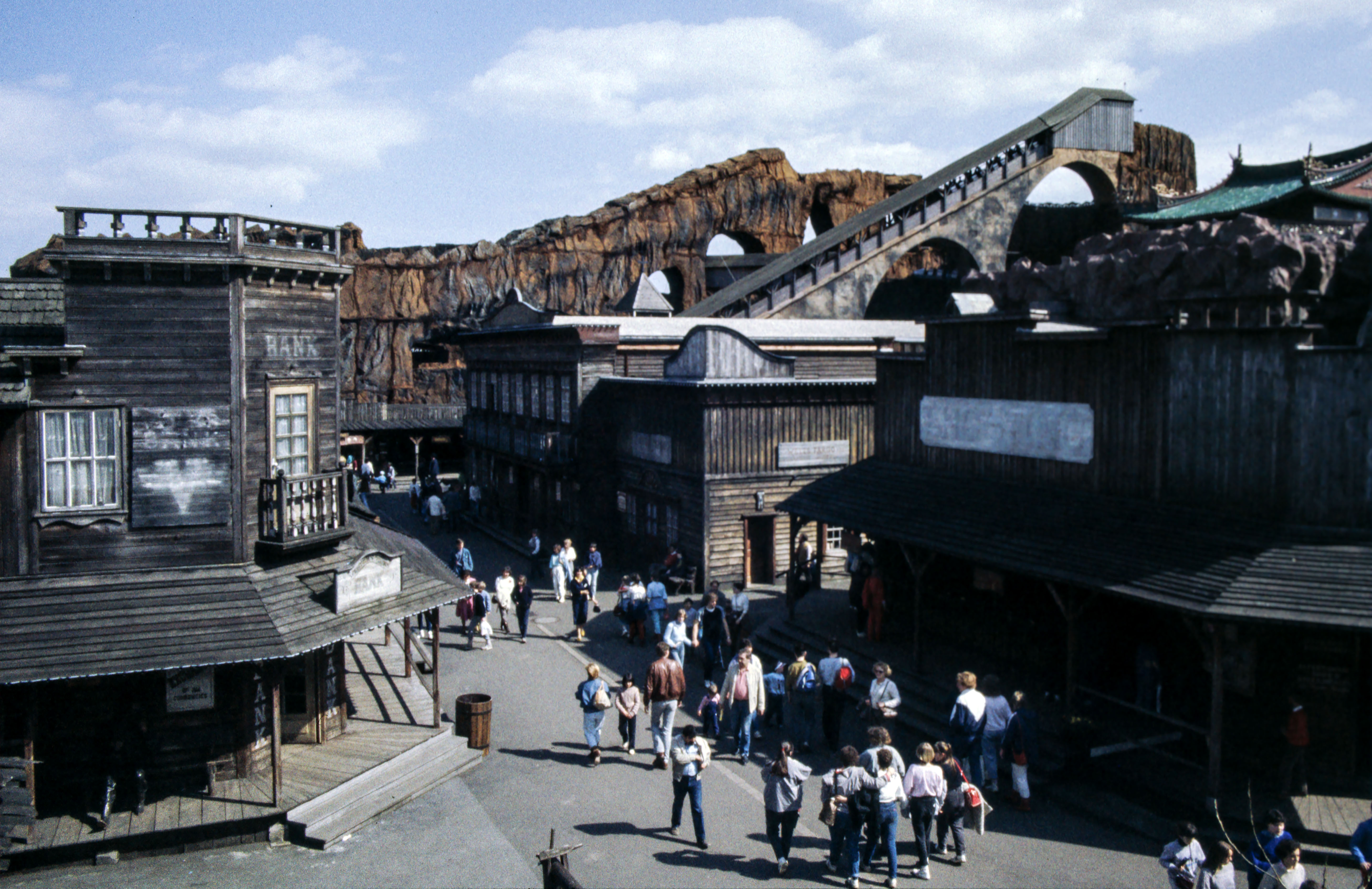
L'area Silver City nel 1984

Dal 1972 le espansioni successive furono sviluppate oltre la strada Lenterbachswegs. La città western di Silver City comprendeva la prima attrazione acquatica della Germania e due montagne russe circondate da un massiccio artificiale. Dal 1974, la monorotaia Phantasialand-Jet sorvola i terreni del parco.
Nel 1981 è stata aperta un'altra nuova area tematica, China Town. Per una resa più autentica possibile, milioni di componenti vennero prodotti a Taiwan e portati a Brühl da lavoratori qualificati cinesi. In seguito, Schmidt e Löffelhardt furono i primi europei a ricevere la medaglia culturale di Taiwan per la diffusione della cultura cinese.
Nel 1988 aprì Space Center, la montagna russa al buio più lunga del mondo, in una nuova struttura sul sito delle giostre presenti dall'anno di fondazione del parco. Il tema dello spazio fu ampliato nel 1994, con il simulatore dinamico Galaxy, la cui cupola dorata è stato uno degli edifici più iconici di Phantasialand fino alla sua demolizione nel 2016.
Nel 1996 viene inaugurato il mine train coaster Colorado Adventure, visitato poche settimane dopo l'apertura dalla pop star Michael Jackson, mentre nel 1998 viene istituito un punto di riferimento visibile da lontano nella torre alta 65 metri di Mystery Castle.

### Il grande incendio del 2001, e la crescita degli anni successivi
Il 1º maggio 2001 si è verificato un grave incendio in cui 63 persone sono rimaste leggermente ferite. L'incendio è scoppiato a causa di un difetto tecnico nel Grand-Canyon-Bahn e la diffusione nella catena montuosa artificiale, sede di un'altra montagna russa e delle rotaie della monorotaia, e la conseguente distruzione di parti delle aree limitrofe. Il parco rimase chiuso 15 giorni per la demolizione e la pulizia ed ha rafforzato le sue norme di sicurezza, investendo quasi due milioni di euro in protezione antincendio.
L'anno successivo due nuove attrazioni vennero edificate nella zona colpita dal disastro: le rapide River Quest (fino al 2018, le più alte del mondo) e la madhouse Feng-Ju Palace; aprì inoltre l'area indoor per bambini Wuze Town.
Con l'apertura dell'hotel PhantAsia (dal 2007 Ling Bao), nel 2003, si iniziò a delineare Phantasialand come destinazione turistica e ad indirizzarsi a nuovi target come i clienti business. L'anno dopo, Fantissima propose una combinazione di un menu gourmet e uno spettacolo con musica dal vivo e danza, e da allora si svolge come un evento serale dopo la chiusura del parco.
Nel 2006 il parco ha subito la prima significativa espansione dagli anni '80: l'area tematica Deep in Africa con le montagne russe Black Mamba, la prima attrazione con inversioni del parco. Due anni dopo, è stata completata con l'Hotel Matamba.
Nel 2007 la demolizione della foresta della fiabe, il nucleo di Phantasialand, segnò l'inizio di profonde trasformazioni, durante le quali molte attrazioni vecchie, specialmente quelle dei primi anni, dovettero cedere il passo. Vennero infatti smantellati il Phantasialand-Jet, la cabinovia che includeva la gita in barca, la Fontana di Nettuno e la Porta di Brandeburgo. Alla fine della strada di Alt Berlin, la spaziosa Kaiserplatz è stata costruita nel 2010, insieme al centro congressi Quantum.
Nel 2012 e 2013, l'area tematica del Messico è stata in gran parte ricostruita. La demolizione della storica attrazione acquatica Stonewash & Wildwash Creek e delle stazioni della monorotaia ha fatto spazio a un nuovo paesaggio roccioso e al nuovo percorso sui tronchi di Chiapas. La zona western è stata chiusa l'anno successivo ed è stata sostituita nel 2016 dal villaggio di Klugheim, un ampliamento dell'area Mystery circondato da alte barriere per ridurre l'inquinamento acustico.
Nel 2019, alle montagne russe Temple of the Night Hawk sono stati aggiunti i visori della realtà virtuale che permettono di entrare nel mondo del film Monster Family.
Dai primi mesi del 2017, il simulatore Race for Atlantis (ex Galaxy) e le aree di deposito adiacenti sono occupate dal cantiere per la nuova area Rookburgh, aperta a settembre 2020, con un flying coaster unico al mondo e un nuovo hotel.

## Aree tematiche

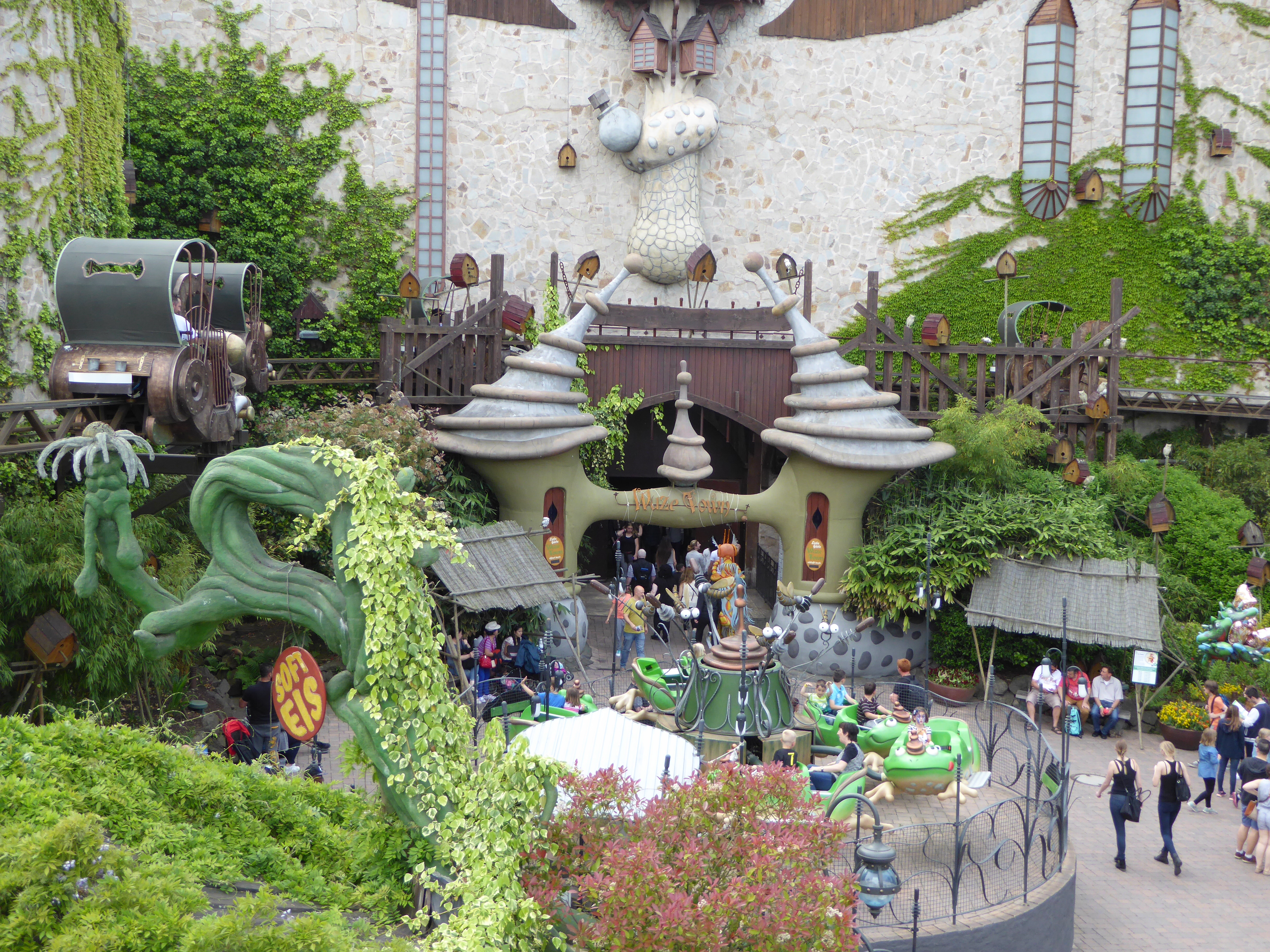
L'ingresso principale di Wuze Town.

Phantasialand è divisa in 6 aree tematiche, ufficializzate nel 2009 e associate ai rispettivi draghi, le mascotte del parco, individuabili nei punti fotografici e nelle scenografie delle attrazioni.
- Berlin: situata al centro del parco, questa area è tematizzata secondo uno stile nostalgico tipico della Berlino dei primi anni del novecento. Comprende, oltre alla strada principale, la Kaiserplatz (piazza del Kaiser) e la zona steampunk di Rookburgh. Drago portafortuna: Drago.
- Fantasy: in quest'area sorge Wuze Town, fantasiosa cittadina governata dalla regina Winja che mette alla prova il coraggio dei visitatori sulle attrazioni che sorgono nel suo regno, ma anche la zona Baumbergen sul principale specchio d'acqua del parco. Drago portafortuna: Phenie.
- Mystery: caratterizzata da un tema medievale e un'atmosfera mistica-oscura, ospita il villaggio nordico di Klugheim (Casa intelligente) e un complesso di fortezze in un panorama di montagne di basalto. Drago portafortuna: Schneck.Il quartiere Rookburgh, nell'area Berlin.

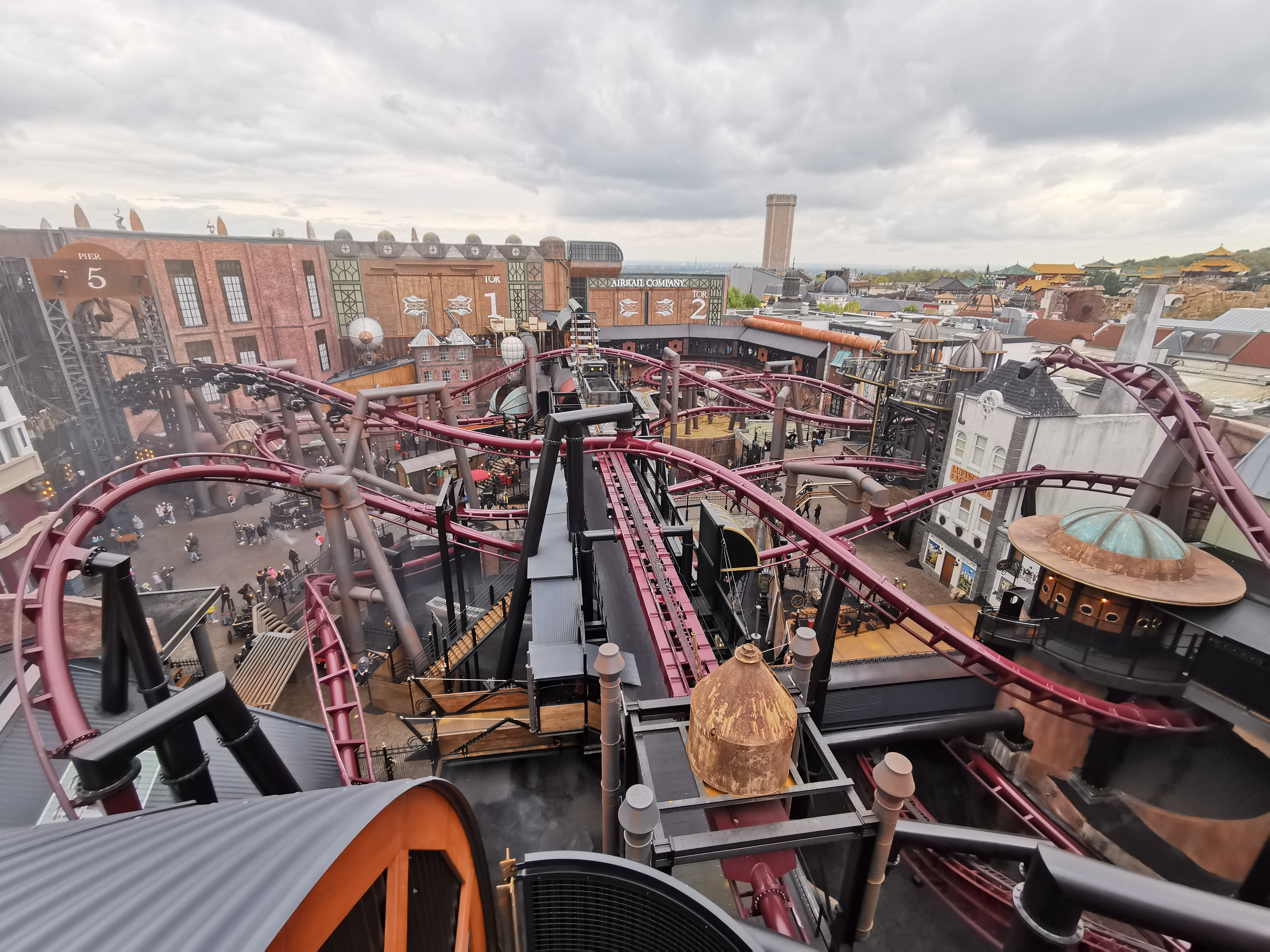
Il quartiere Rookburgh, nell'area Berlin.

- China Town: area dedicata alla Cina imperiale, con giardini ed edifici di ispirazione orientale. Drago portafortuna: Wang.
- Mexico: questa zona è caratterizzata da una tematizzazione che prende spunto dalle terre del Messico nella Plaza Mariachi, dalle civiltà Maya e Azteche e dalle avventure del Far West (quest'ultime inglobate dopo la demolizione della città western di Silver City). Drago portafortuna: Quetzal.
- Deep in Africa: gli edifici di fango e la vegetazione di quest'area si ispirano all'Africa nera e alla Savana. Il drago portafortuna è Kroka.

Nel processo di riordinamento tematico, alcune attrazioni con un tema a sé stante o facenti parte di piccole zone a tema vennero demolite (come Condor e il ristorante Hawaii) o adattate al tema dell'area circostante, nel caso di Space Station e Galaxy. Attualmente l'unica attrazione tematicamente scollegata rispetto al resto del parco è la dark ride Hollywood Tour.

## Attrazioni
Le 35 attrazioni del parco offrono un mix di divertimento e adrenalina per adulti e bambini. Molte si trovano all'interno di strutture o circondate da pannelli isolanti per motivi di protezione dal rumore.

### Montagne russe
| Nome                         | Altezza max. (in m) | Velocità max. (in km/h) | Lunghezza (in m) | Modello                | Casa costruttrice | Anno | Area           |
| ---------------------------- | ------------------- | ----------------------- | ---------------- | ---------------------- | ----------------- | ---- | -------------- |
| Crazy Bats                   | 11,7                | 46,5                    | 1 174            | Dark roller coaster    | Vekoma            | 1988 | Fantasy        |
| Colorado Adventure           | 26                  | 60                      | 1 280            | Mine train             | Vekoma            | 1996 | Mexico         |
| Winja's Fear e Winja's Force | 17                  | 60 / 66                 | 420 / 465        | Spinning coaster       | Maurer Söhne      | 2002 | Fantasy        |
| Black Mamba                  | 27                  | 80                      | 768              | Inverted coaster       | B&M               | 2006 | Deep in Africa |
| Raik                         | 25                  | 62                      | 210              | Family boomerang       | Vekoma            | 2016 | Mystery        |
| Taron                        | 30                  | 117                     | 1 320            | Multi-launched coaster | Intamin           | 2016 | Mystery        |
| F.L.Y.                       | 19,5                | 78                      | 1 236            | Flying coaster         | Vekoma            | 2020 | Berlin         |

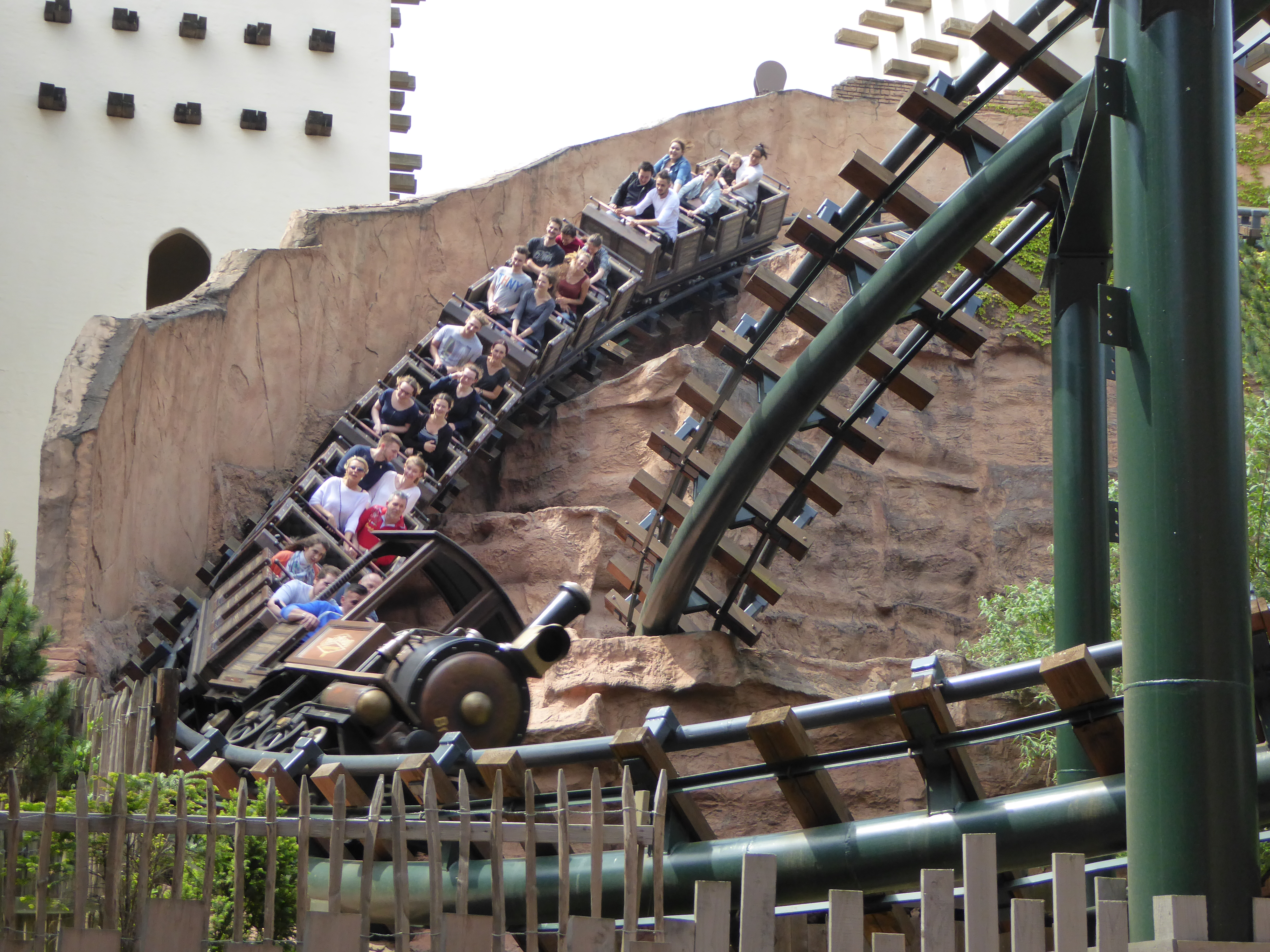
Colorado Adventure
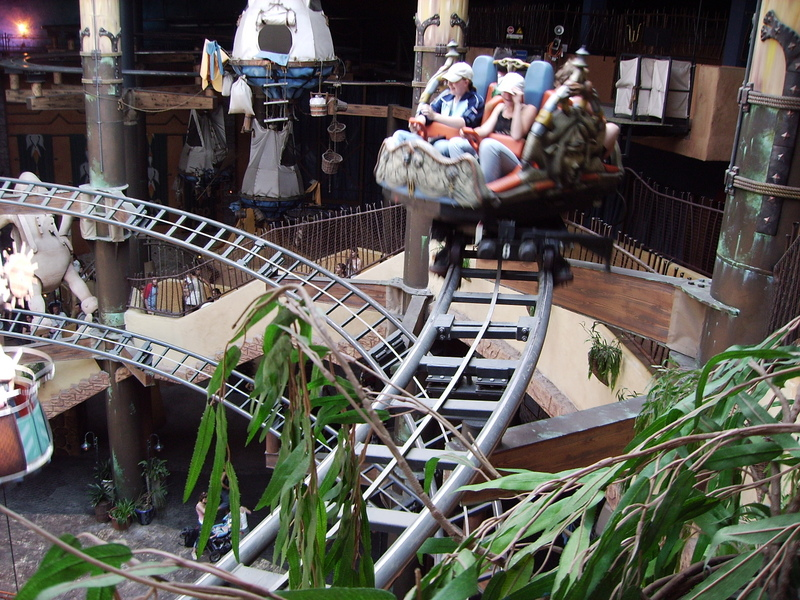
I Winjas
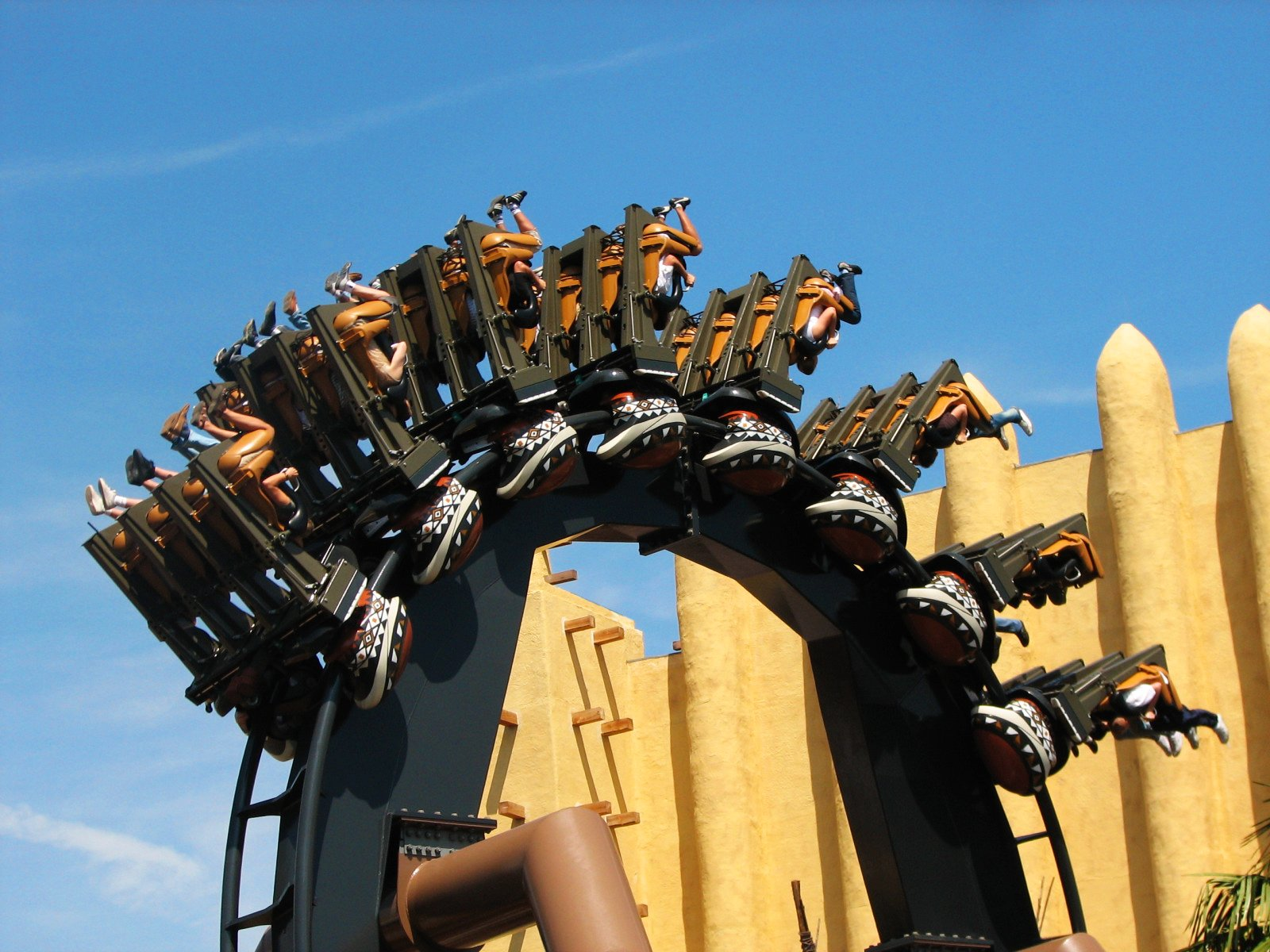
Black Mamba
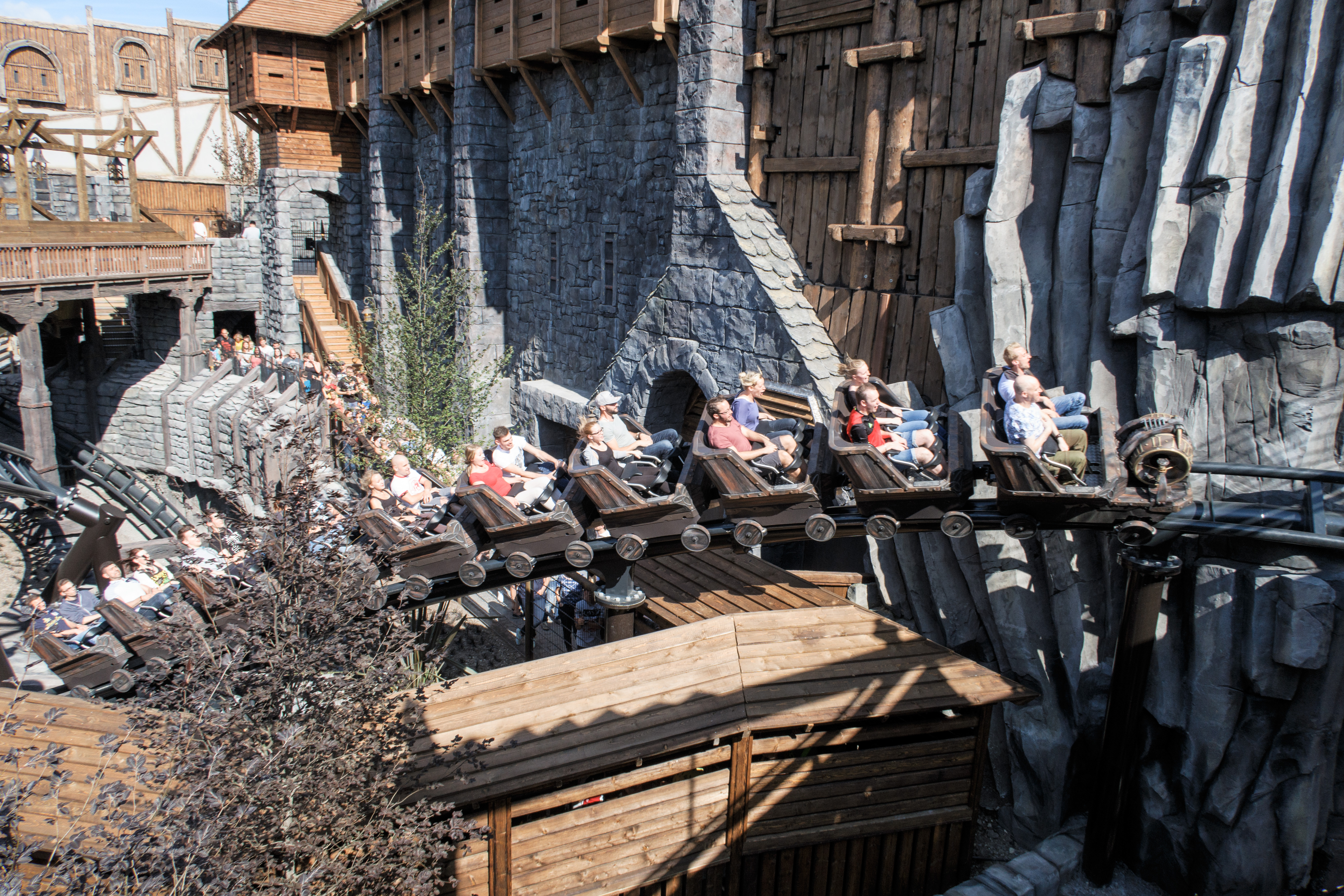
Raik
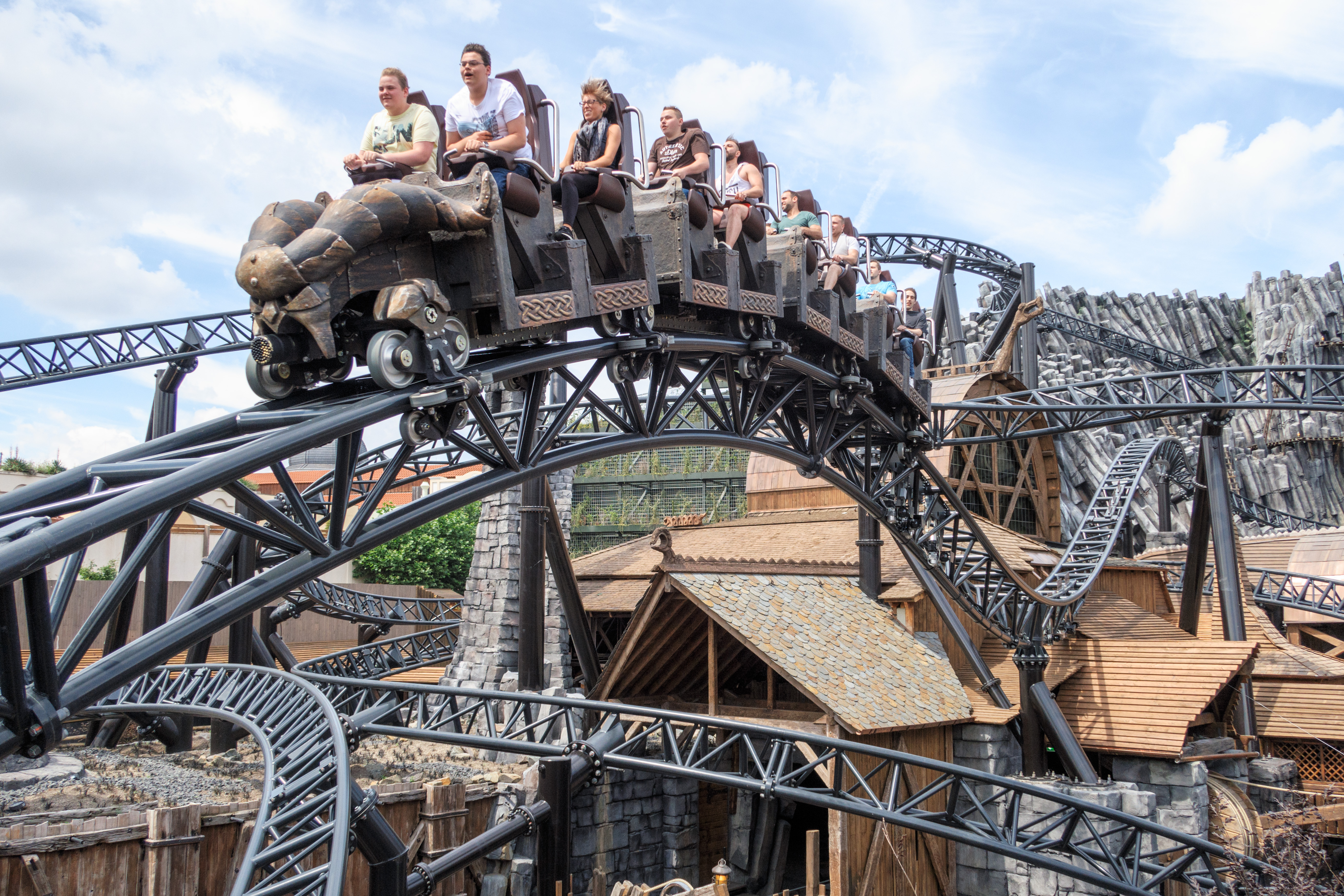
Taron
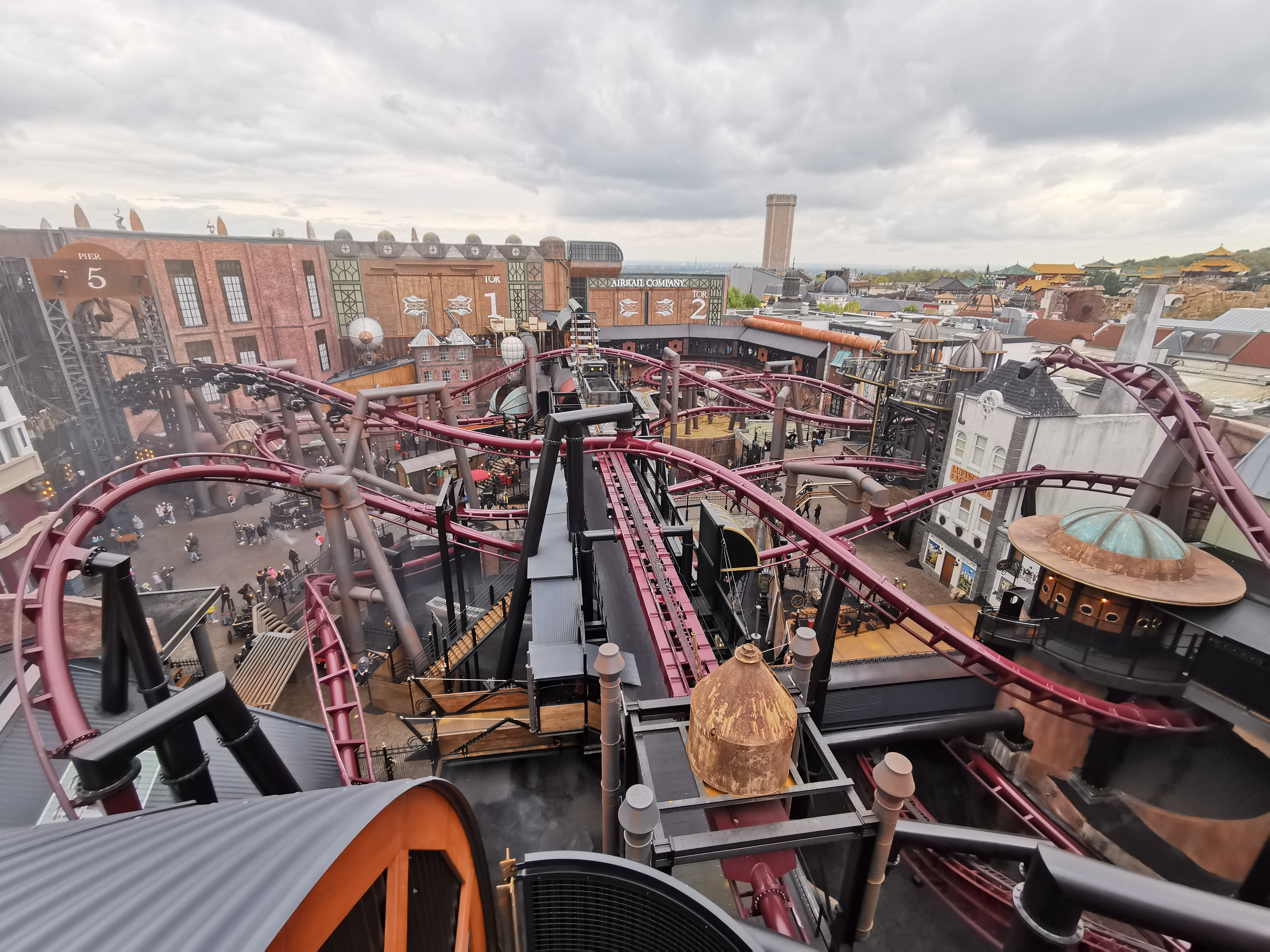
F.L.Y.

### Dark rides
| Nome             | Sistema di trasporto  | Casa costruttrice | Anno | Area       |
| ---------------- | --------------------- | ----------------- | ---- | ---------- |
| Geister Rikscha  | Dark ride (omnimover) | Schwarzkopf       | 1981 | China Town |
| Maus au Chocolat | Shooting dark ride    | ETF Systems       | 2011 | Berlin     |

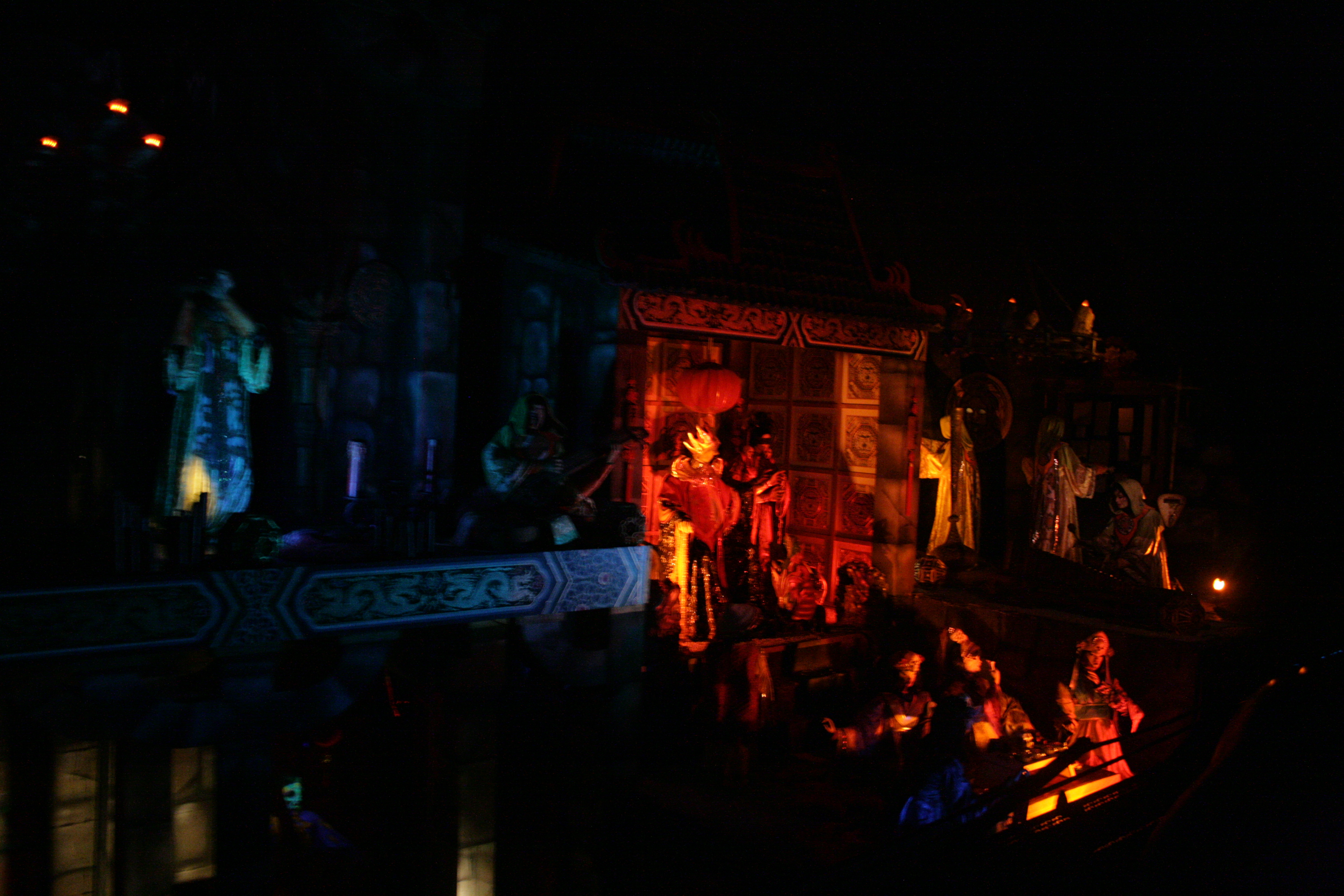
Scena del palazzo in Geister Rikscha
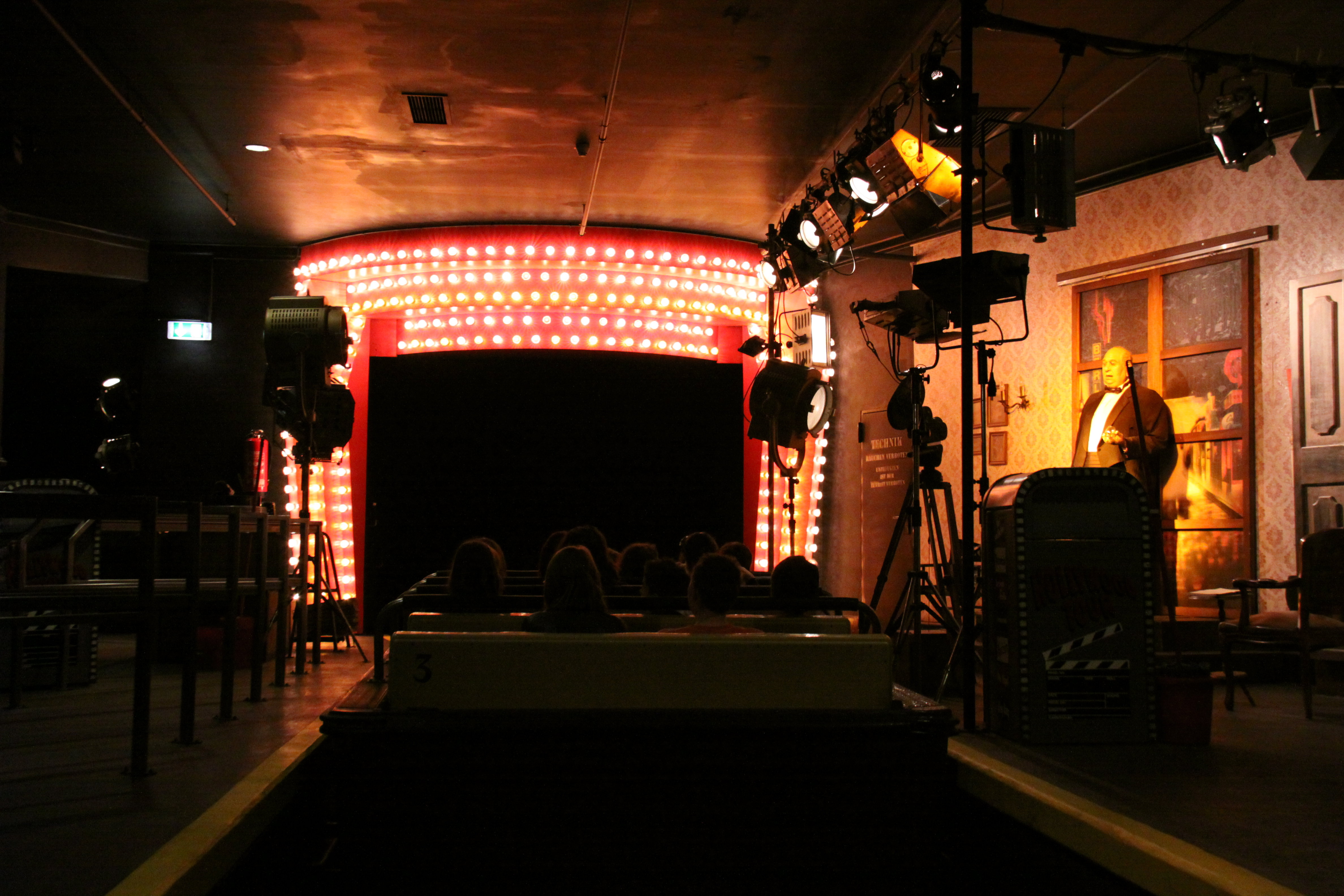
Stazione di Hollywood Tour
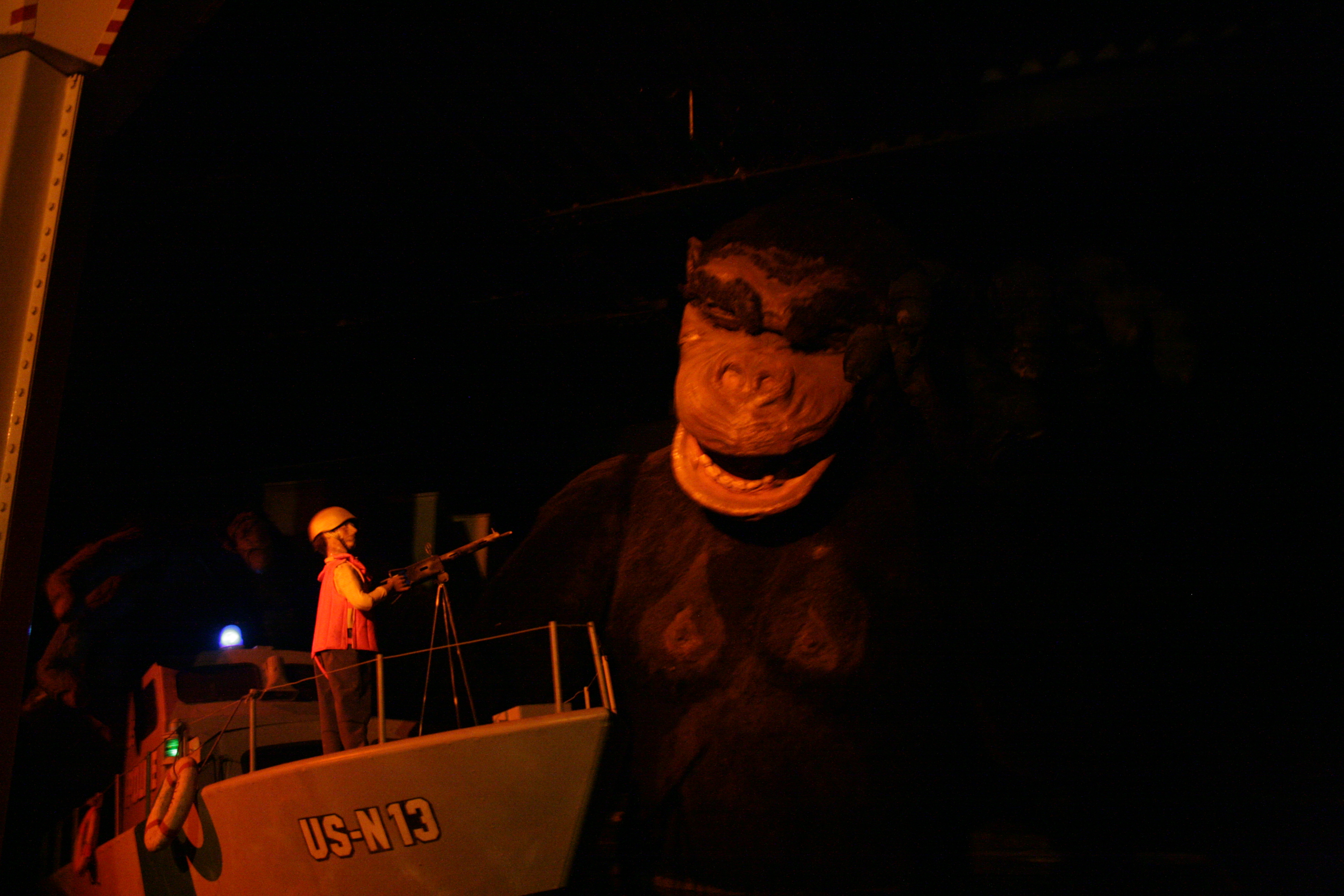
Scena di King Kong in Hollywood Tour
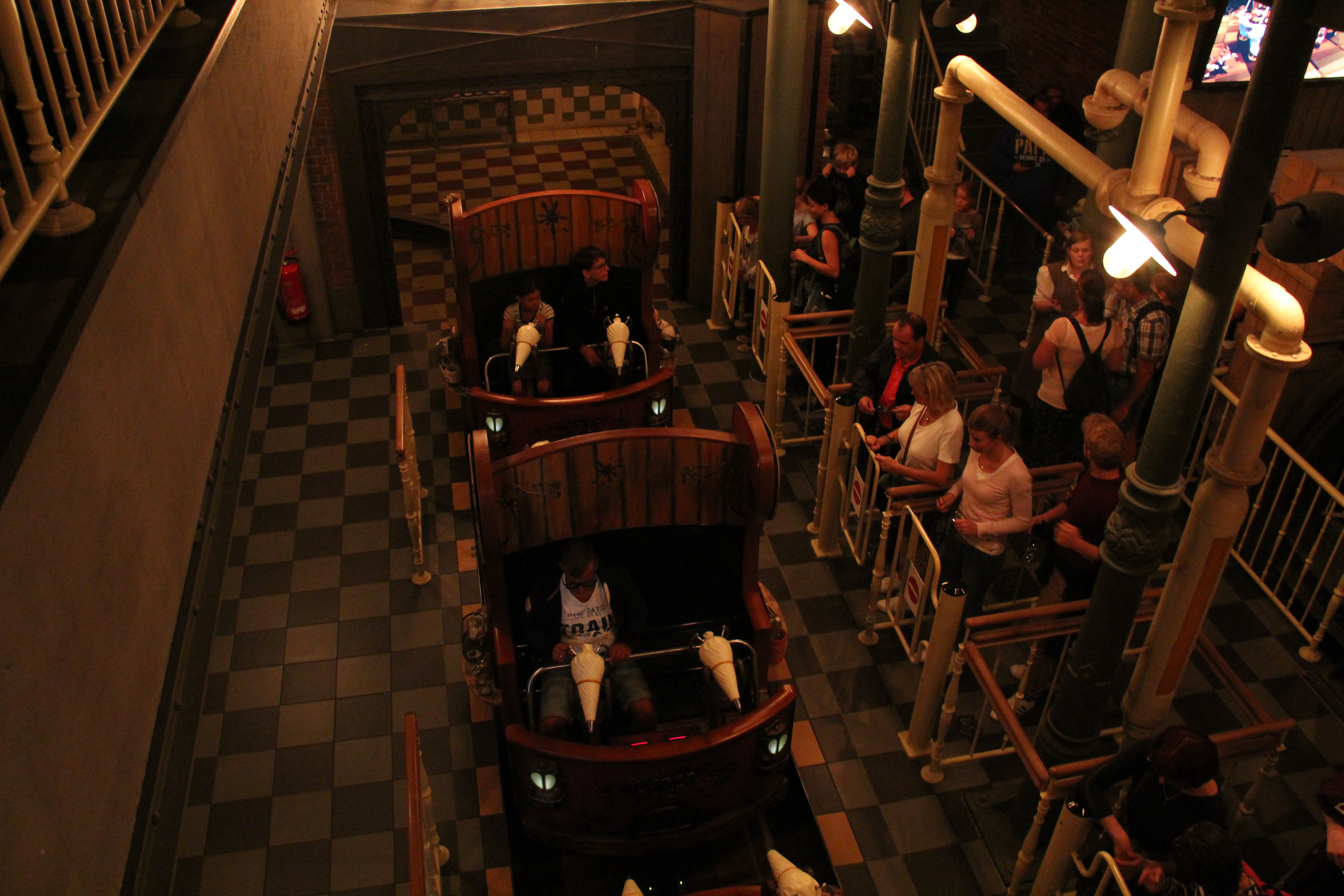
Stazione di Maus au Chocolat

### Altre attrazioni
| Nome                             | Modello                             | Casa costruttrice              | Anno | Area           |
| -------------------------------- | ----------------------------------- | ------------------------------ | ---- | -------------- |
| Mystery Castle                   | Free fall tower                     | Intamin                        | 1998 | Mystery        |
| River Quest                      | Rapid river                         | Hafema                         | 2002 | Mystery        |
| Feng Ju Palace                   | Madhouse                            | Vekoma                         | 2002 | China Town     |
| Djembe Musikschule               | Tamburi interattivi                 | Phantasialand                  | 2006 | Deep in Africa |
| Talocan                          | Suspended top spin                  | Huss                           | 2007 | Mexico         |
| Wakobato                         | Splash battle                       | Preston & Barbieri             | 2009 | Fantasy        |
| Tikal                            | Doppia torre di caduta per famiglie | Zierer                         | 2011 | Mexico         |
| Wellenflug                       | Seggiolini volanti                  | Zierer                         | 2011 | Berlin         |
| Das verrückte Hotel Tartüff      | Funhouse                            | Hofmann                        | 2012 | Berlin         |
| Chiapas - DIE Wasserbahn         | Log flume                           | Intamin                        | 2014 | Mexico         |
| Deep in Africa - Adventure Trail | Walkthrough                         | -                              | 2022 | Deep in Africa |
| Avoras                           | Walkthrough                         | Kinderland Emsland Spielgeräte | 2024 | Fantasy        |

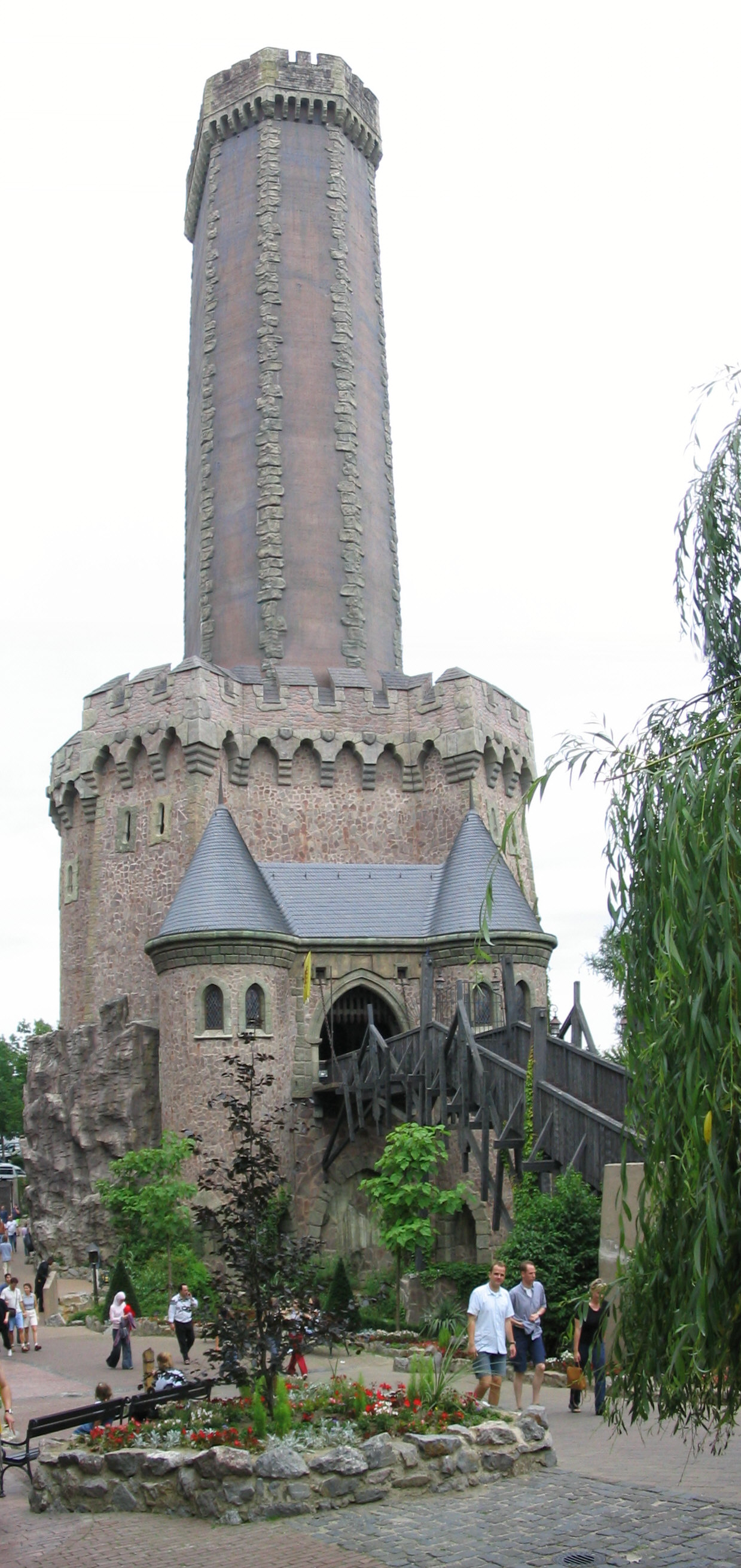
Mystery Castle
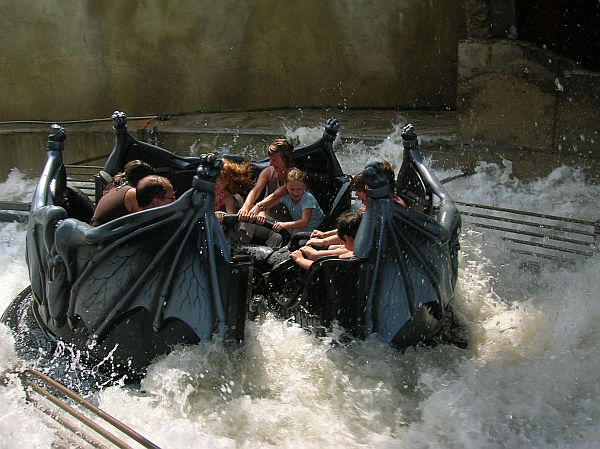
River Quest
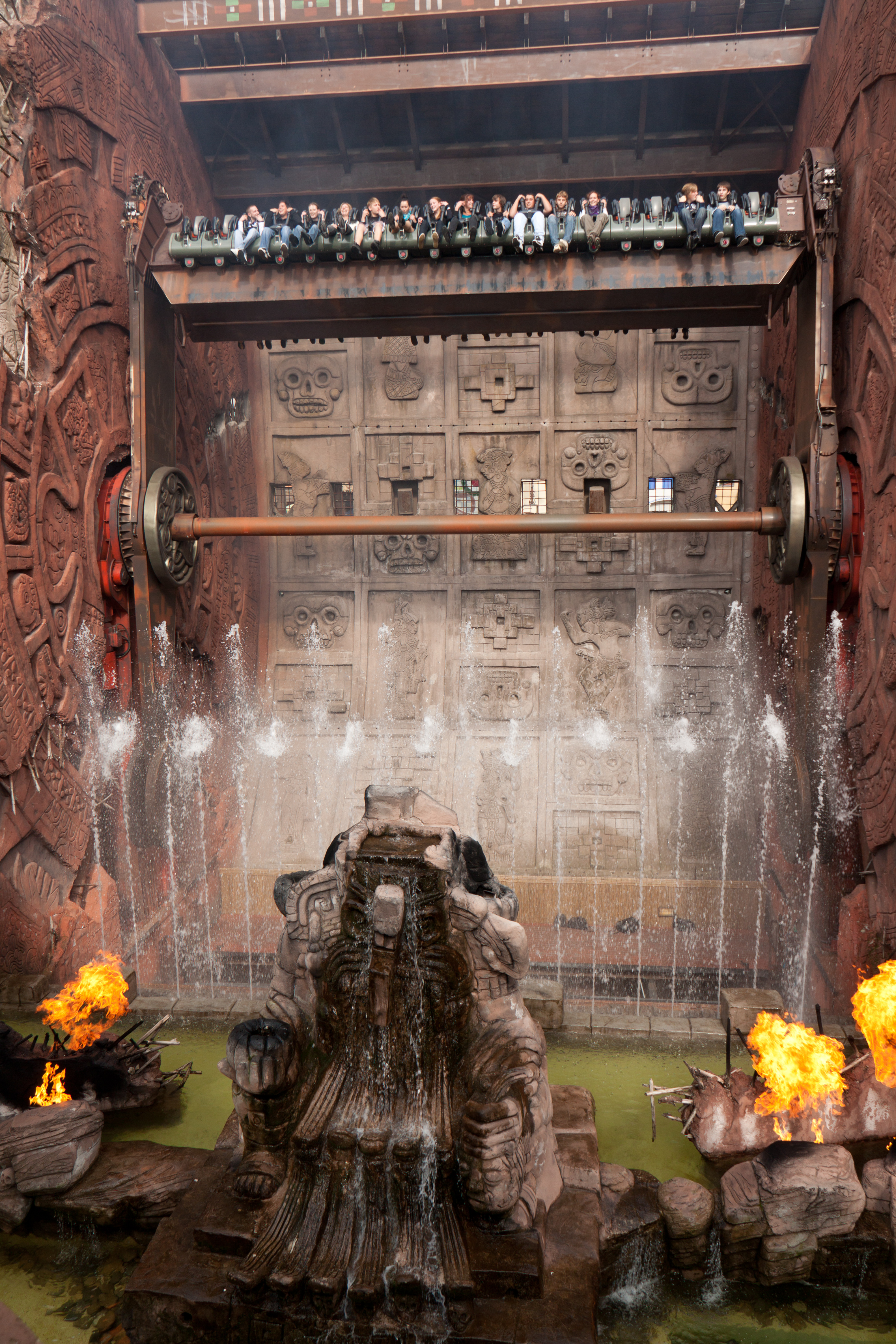
Talocan
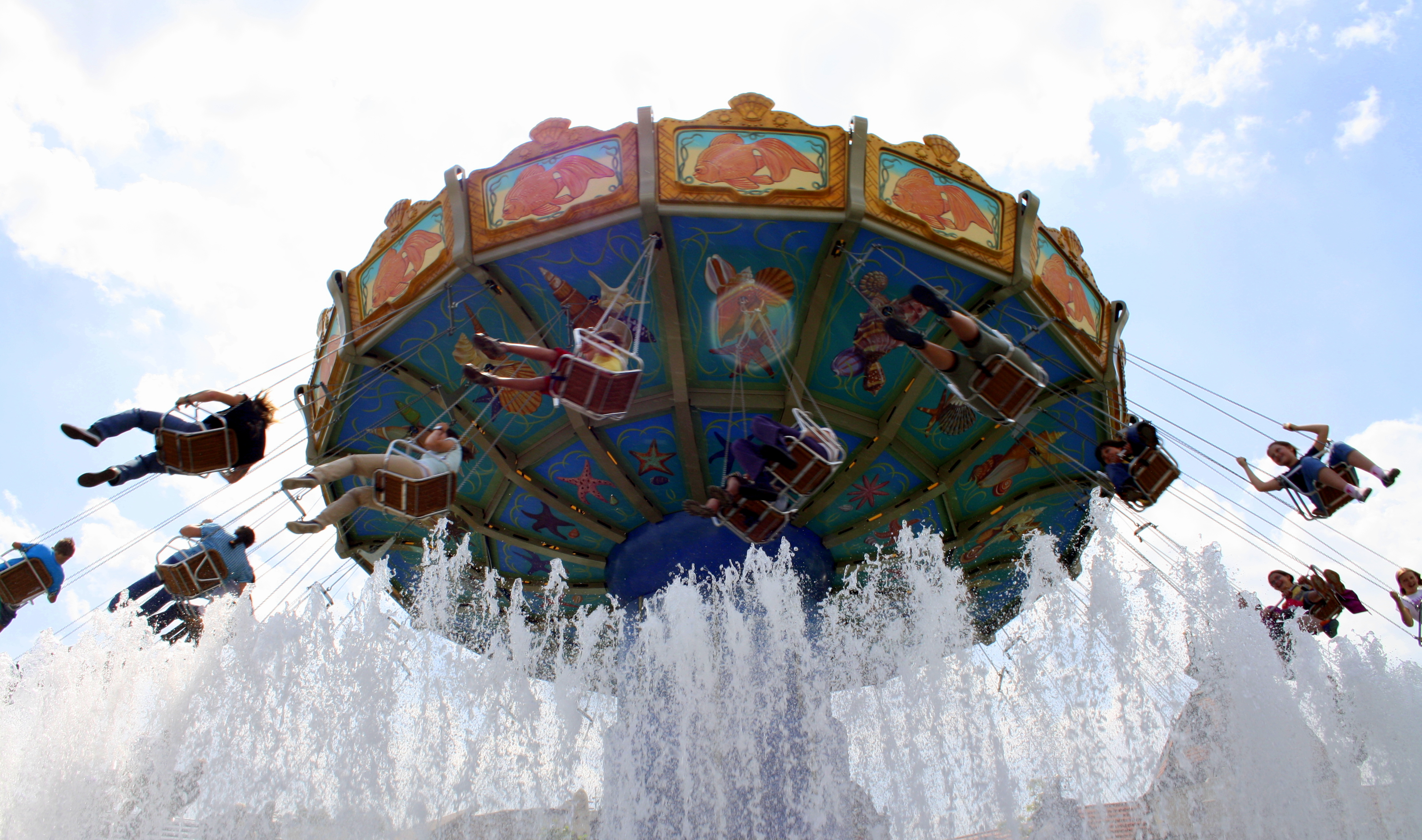
Wellenflug
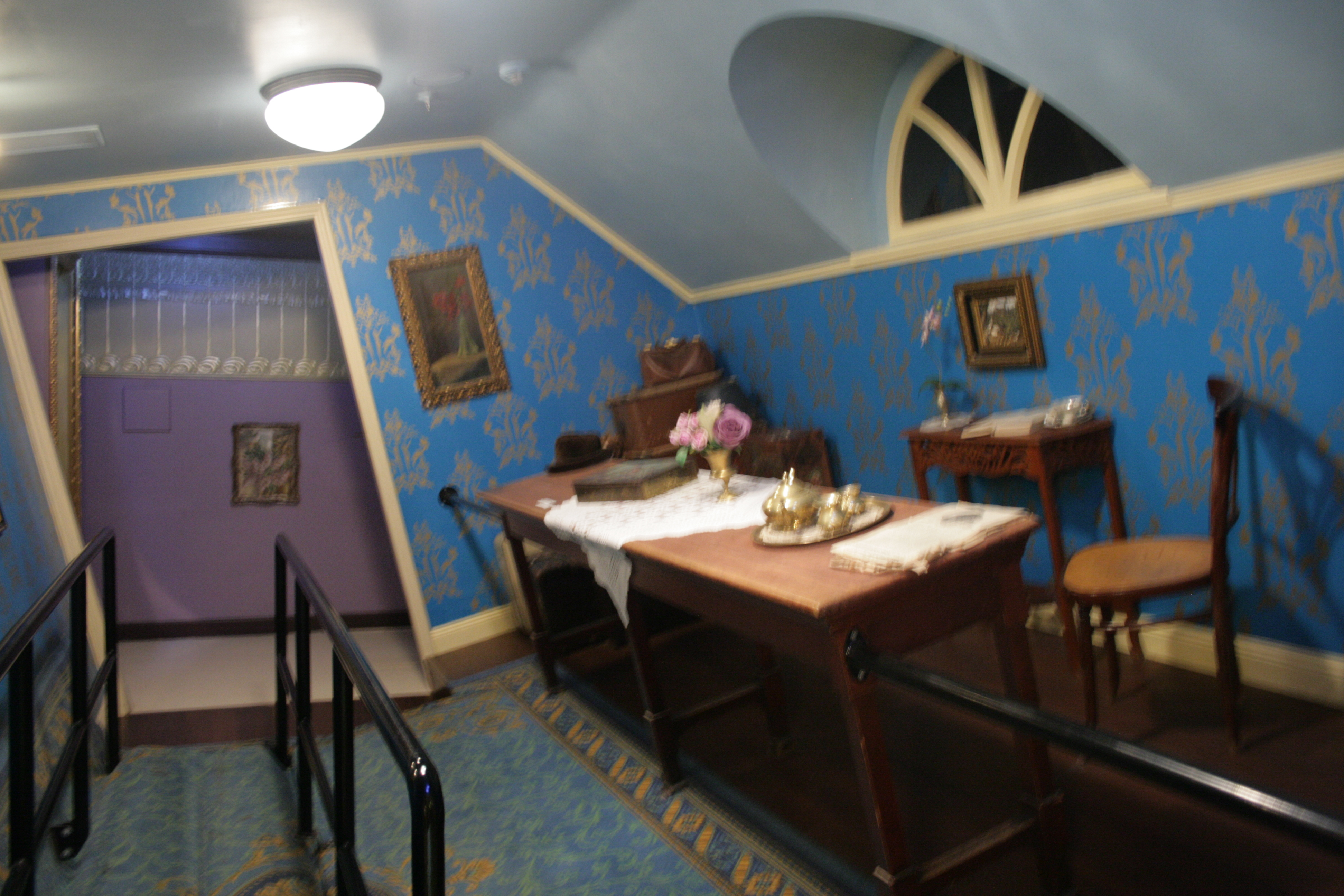
Das verrückte Hotel Tartüff
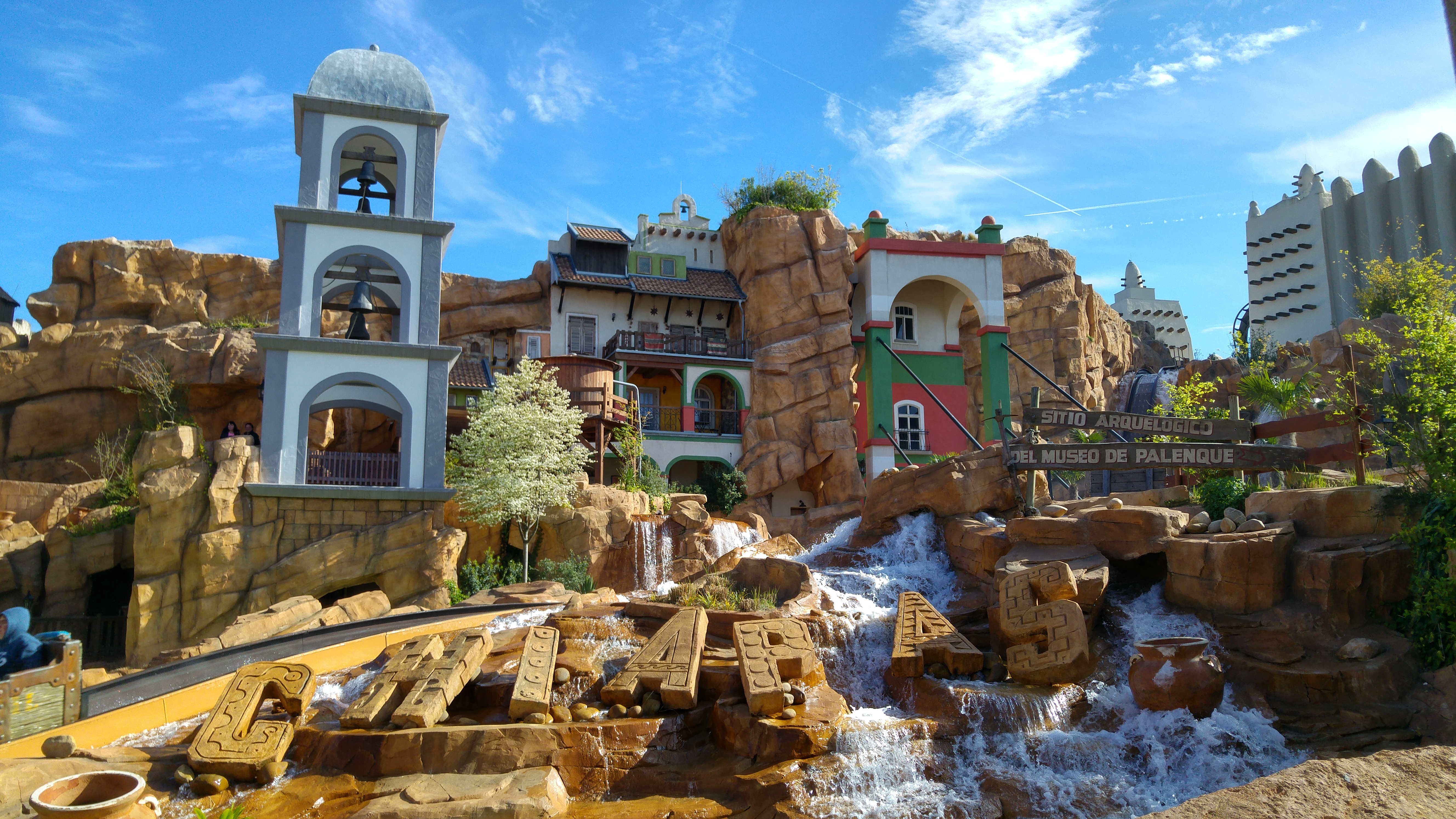
Chiapas

### Attrazioni per bambini
| Nome                       | Modello                     | Casa costruttrice  | Anno | Area    |
| -------------------------- | --------------------------- | ------------------ | ---- | ------- |
| Pferdekarussell            | Giostra di cavalli          | Preston & Barbieri | 1998 | Berlin  |
| Tittle Tattle Tree         | Para-tower                  | Vekoma             | 2002 | Fantasy |
| Bumper Klumpen             | Bumper cars                 | Preston & Barbieri | 2003 | Fantasy |
| Wözl's Duck Washer         | Tazze rotanti               | Preston & Barbieri | 2003 | Fantasy |
| Wupi's Wabi Wipper         | Torre di caduta per bambini | Preston & Barbieri | 2003 | Fantasy |
| Wözl's Wassertreter        | Pedalò                      | Phantasialand      | 2004 | Fantasy |
| Wirtl's Taubenturm         | Torre                       | Heege              | 2007 | Fantasy |
| Bolles Flugschule          | Aeroplani                   | Preston & Barbieri | 2009 | Berlin  |
| Bolles Riesenrad           | Mini ruota panoramica       | Preston & Barbieri | 2009 | Berlin  |
| Der Iustige Papagei        | Crazy bus                   | Zamperla           | 2010 | Fantasy |
| Die fröhliche Bienchenjagd | Jump around                 | Zamperla           | 2010 | Fantasy |
| Wolke's Luftpost           | Magic bikes                 | Zamperla           | 2010 | Fantasy |
| Würmling Express           | Monorotaia                  | Preston & Barbieri | 2010 | Fantasy |
| Wasserspielplatz           | Playground acquatico        | -                  | 2025 | Fantasy |
| Wasser Battle-Zone         | Playground acquatico        | -                  | 2025 | Fantasy |

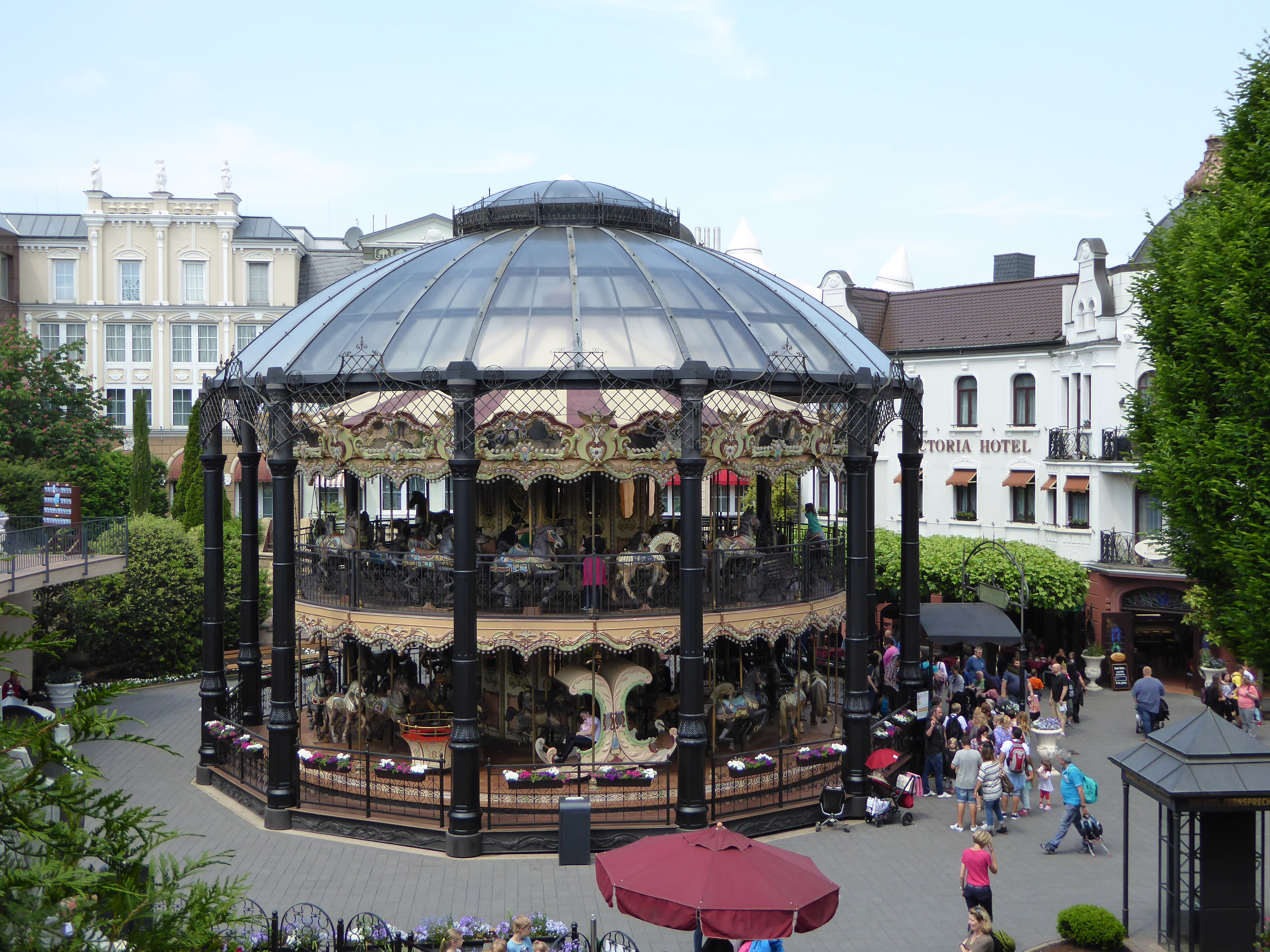
Pferdekarussell
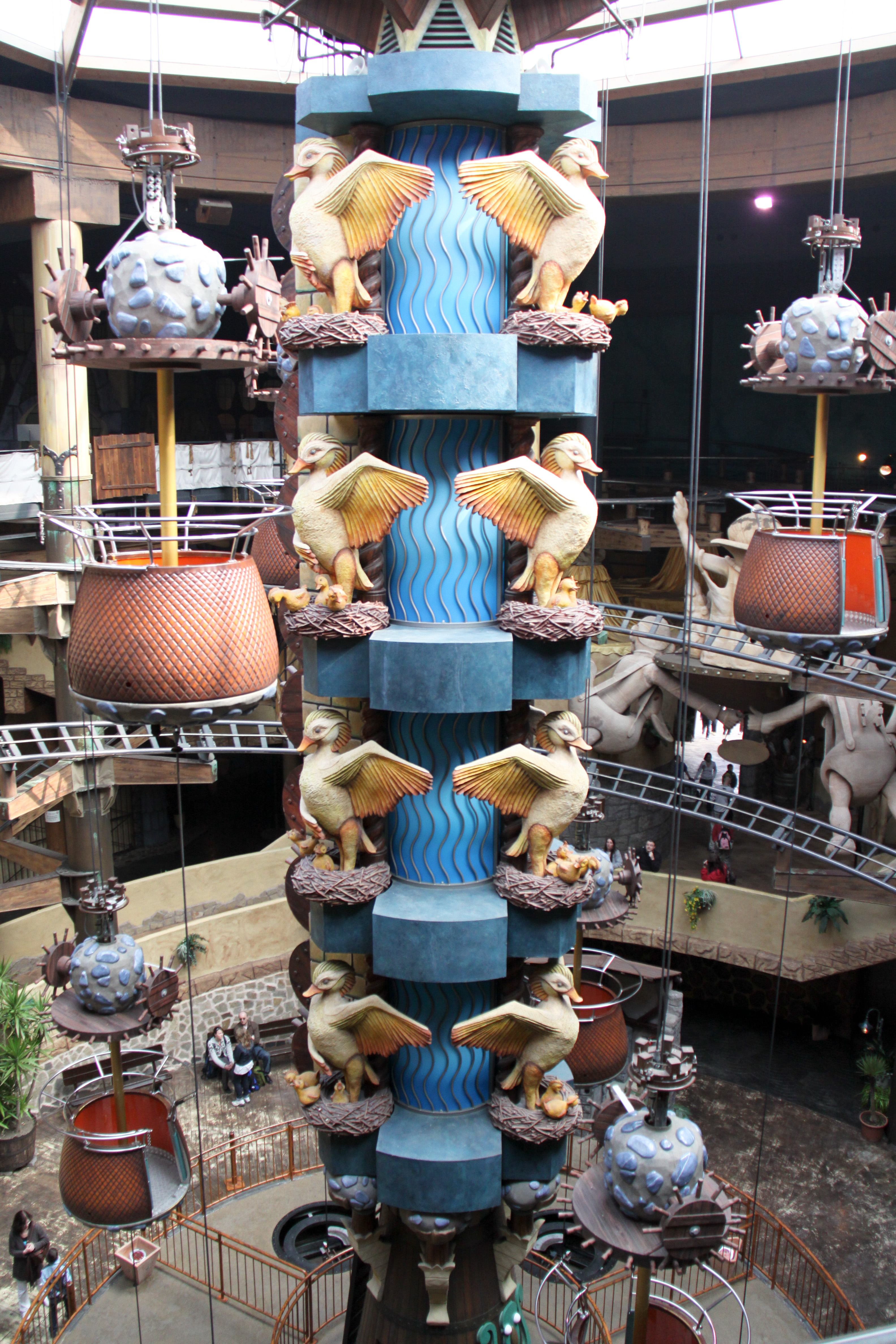
Tittle Tattle Tree
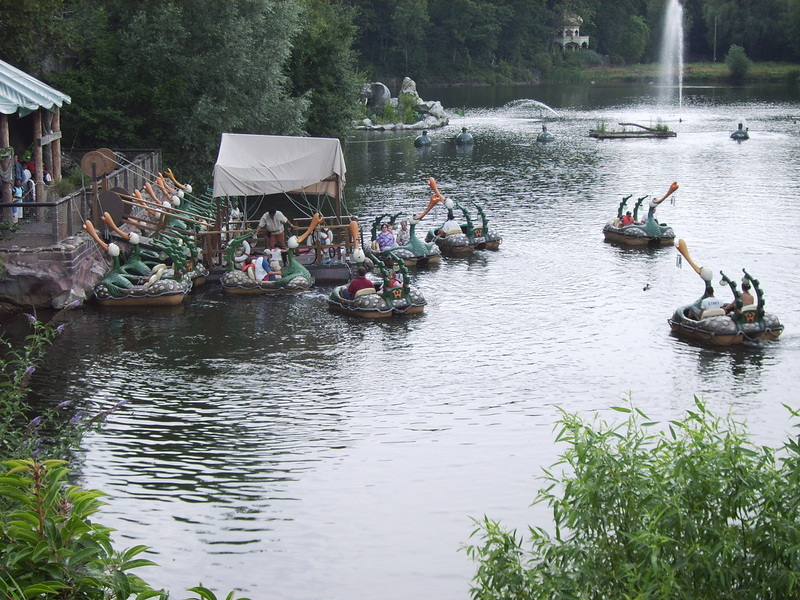
Wözl's Wassertreter
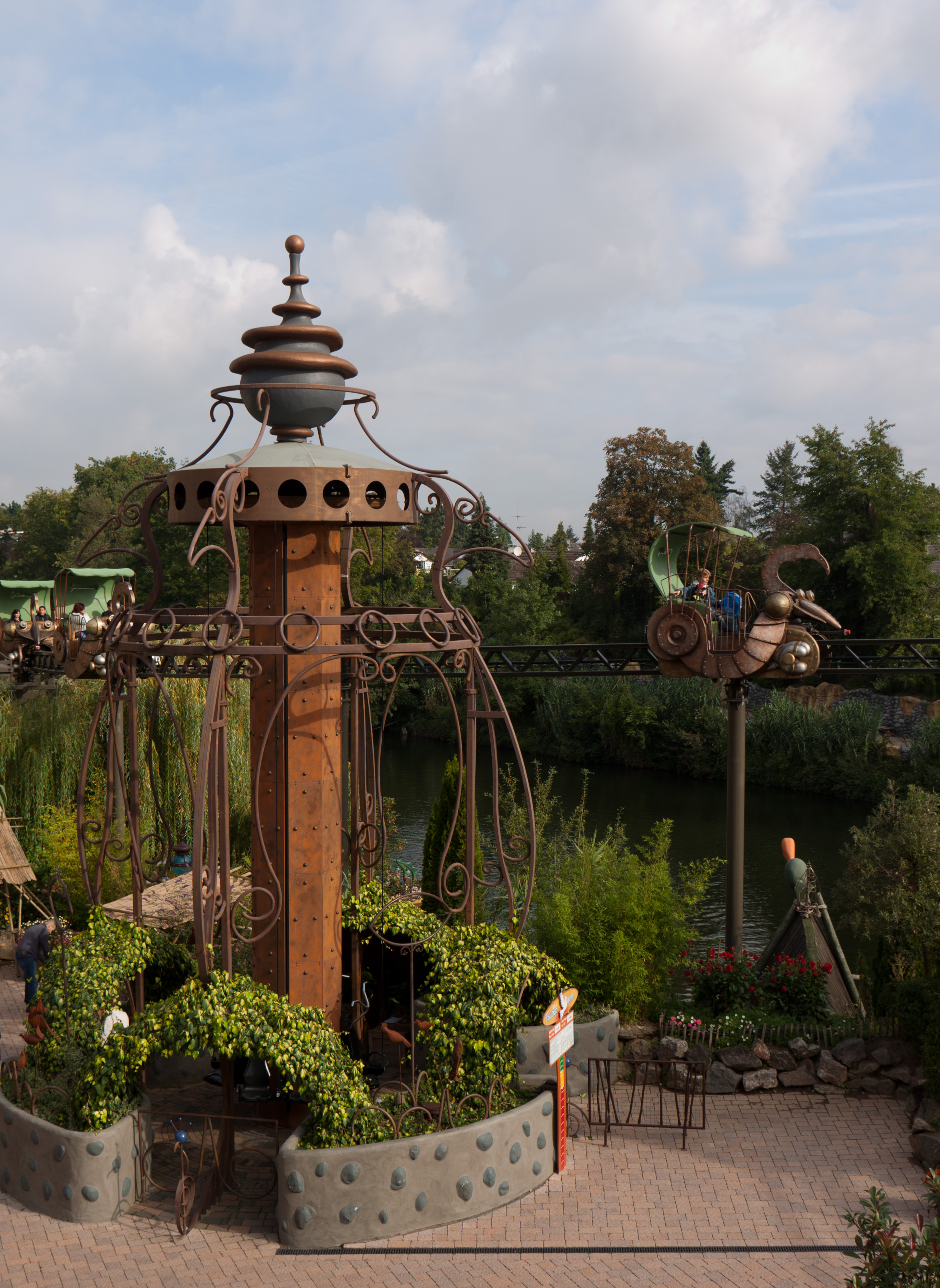
Wirtl's Taubenturm
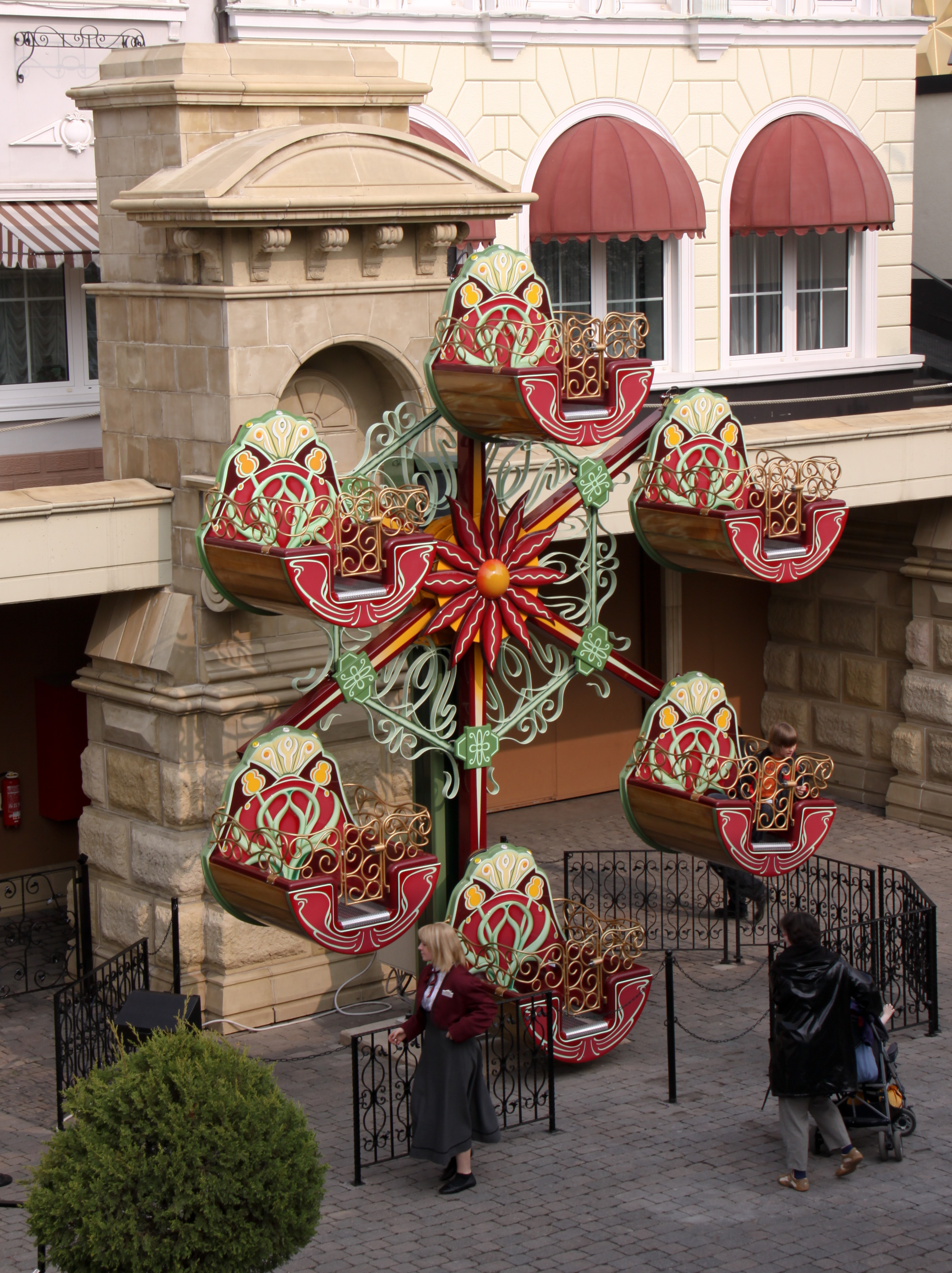
Bolles Riesenrad
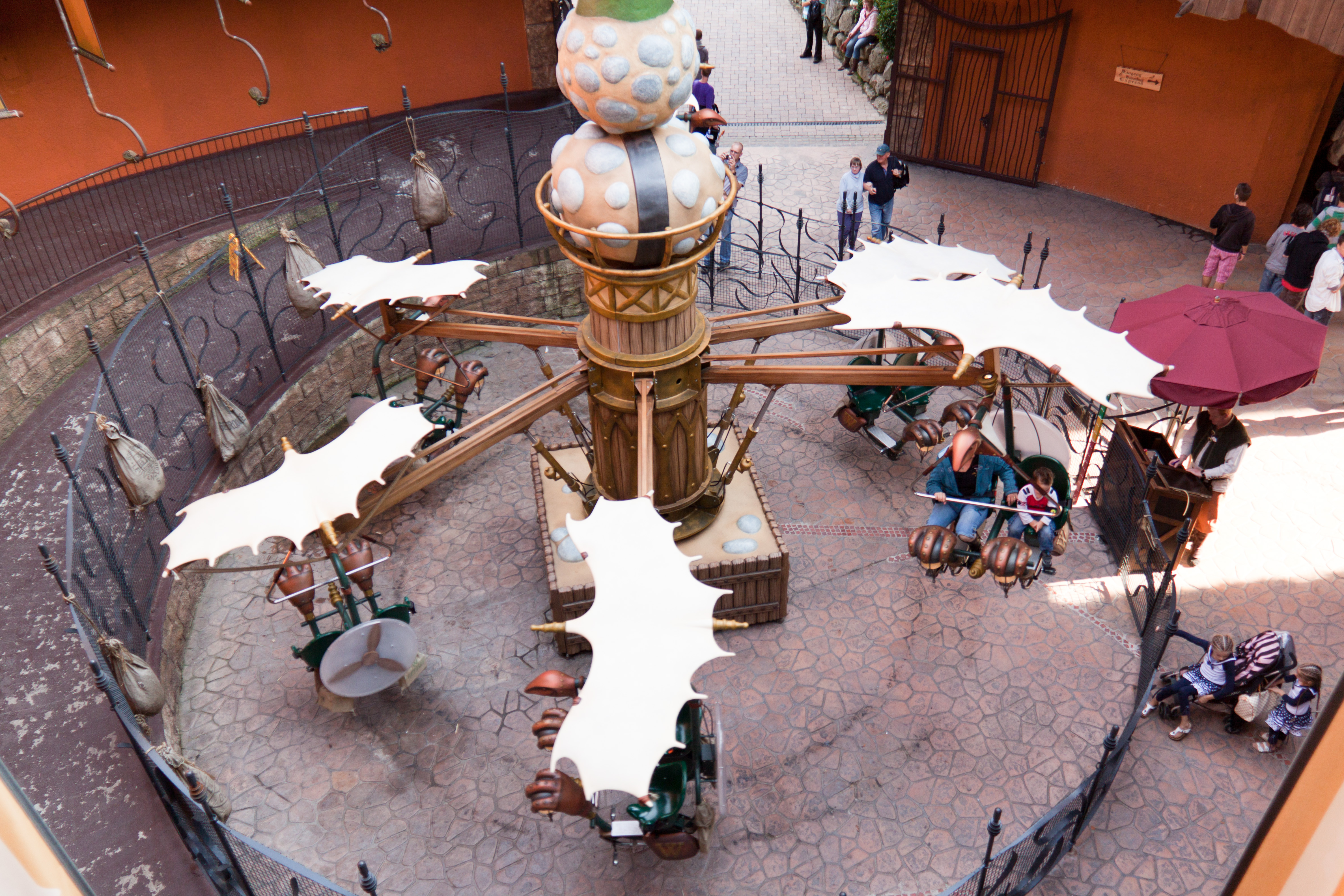
Wolke's Luftpost
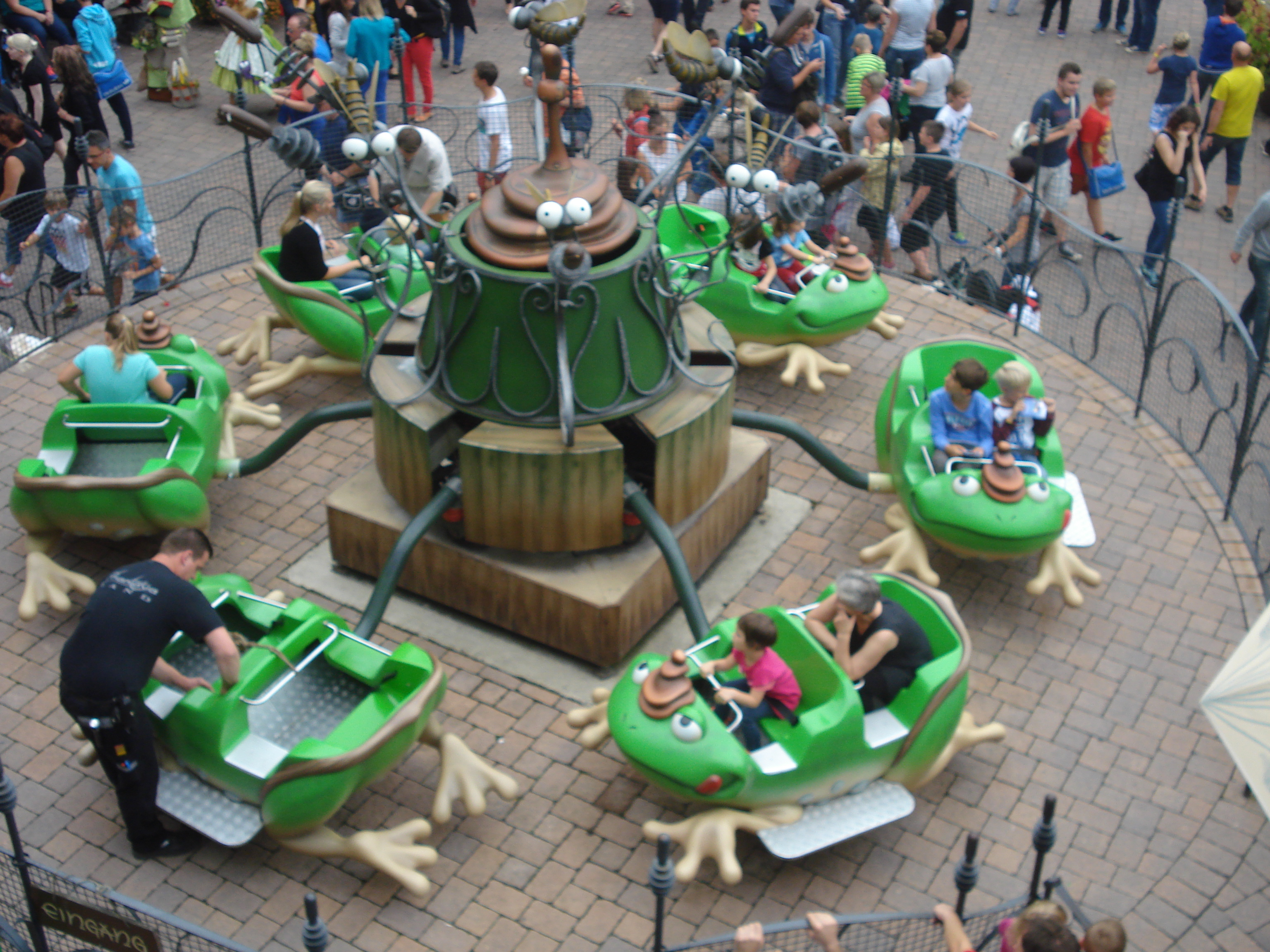
Die fröhliche Bienchenjagd
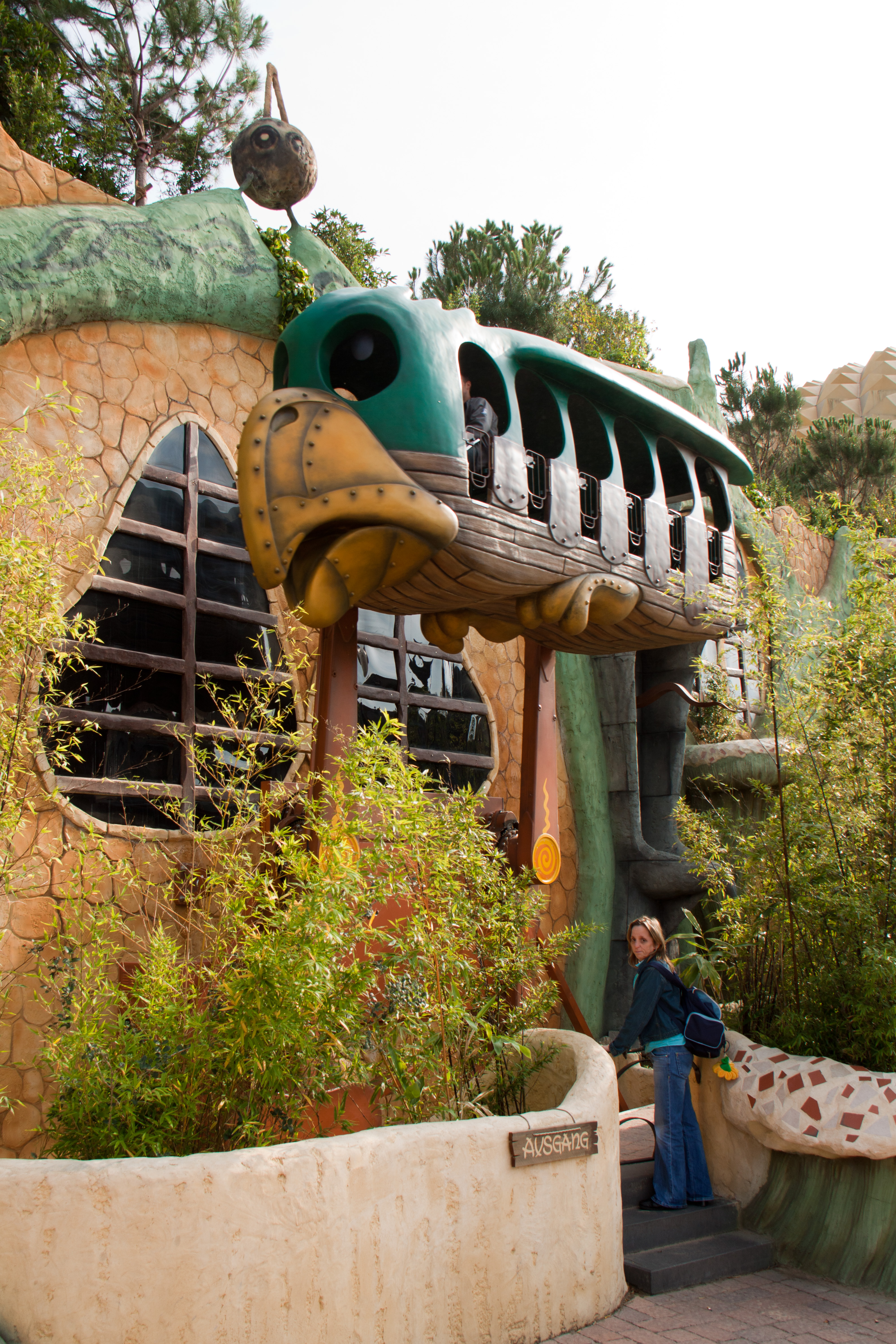
Der lustige Papagei
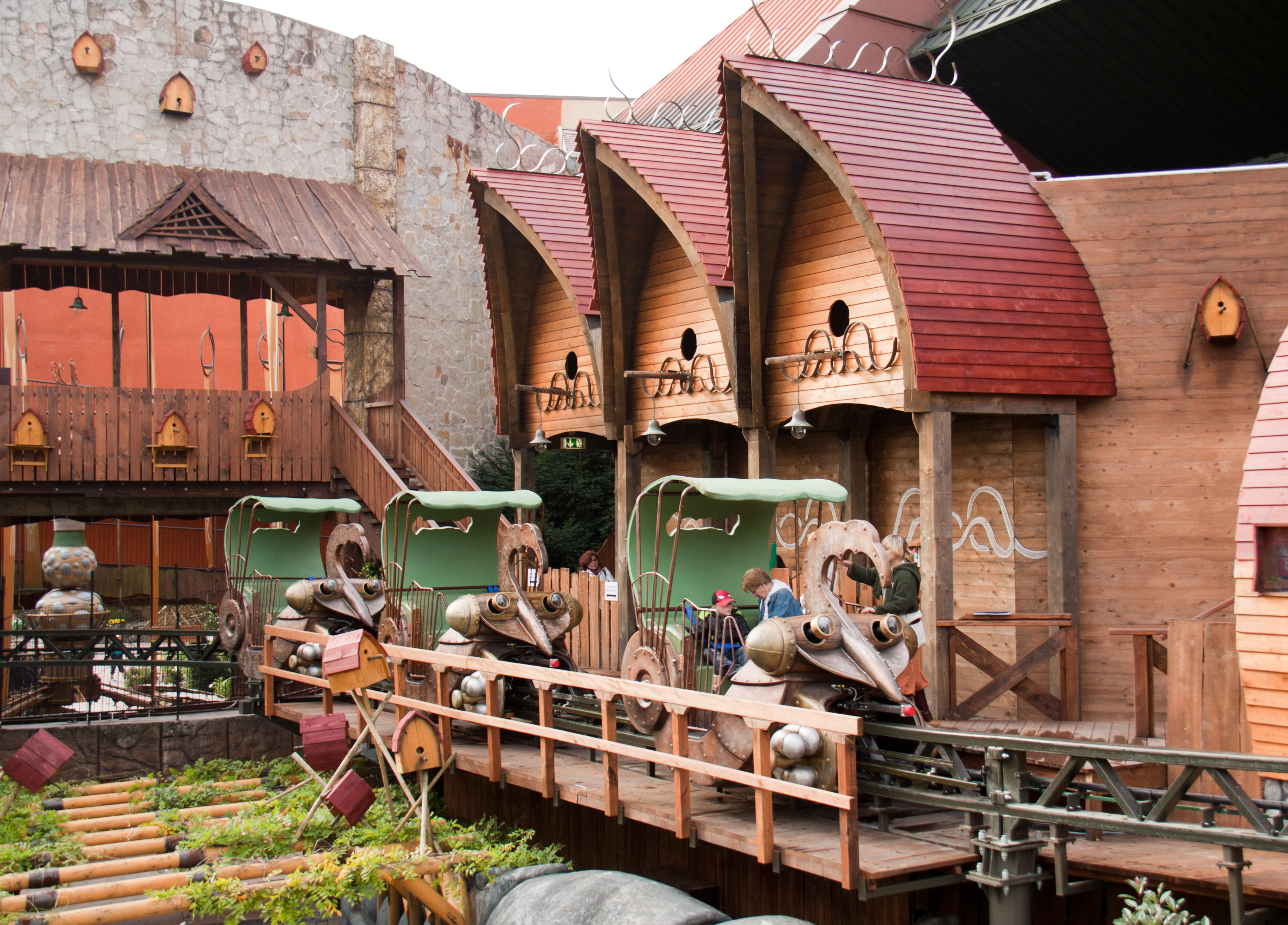
Würmling Express

Diverse attrazioni detengono record mondiali:
- Taron è il multi-launch coaster più veloce e lungo al mondo, quello con più sovrapposizioni del tracciato (ben 58)[8];
- Raik è il family boomerand più veloce al mondo[9];
- Chiapas possiede la discesa più inclinata in un log flume (53°)[10];
- Crazy Bats è la montagna russa al buio più lunga al mondo.

### Attrazioni dismesse
| Nome                             | Modello                                              | Casa costruttrice       | Aperto | Chiuso | Sostituito da                                                                    |
| -------------------------------- | ---------------------------------------------------- | ----------------------- | ------ | ------ | -------------------------------------------------------------------------------- |
| Autoscooter                      | Autoscontro                                          | -                       | 1968   | 1986   | Cena spettacolo Fantissima Hollywood Tour Space Center                           |
| Ballonfahrt                      | Samba Balloon                                        | Zamperla                | 1993   | 2009   | Wuze Town                                                                        |
| Bienchenflug                     | Giostra                                              | -                       | 1979   | 2009   | Area China Town Wuze Town                                                        |
| Bolles Spieleland                | Parco giochi                                         | Phantasialand e Penaten | 197?   | 2010   | /                                                                                |
| Bottichfahrt                     | Viaggio sull'acqua                                   | Phantasialand           | 1971   | 1993   | Walzertraum                                                                      |
| Bullenreiten                     | Rodeo                                                | Phantasialand           | 2004   | 2009   | /                                                                                |
| China-Ausstellung                | Mostra                                               | Phantasialand e Cina    | 1985   | 1985   | /                                                                                |
| Cine 2000                        | Cinema a 180°                                        | -                       | 1978   | 1995   | Colorado Adventure Mostra Magic World of Siegfried & Roy Silbermine              |
| Condor                           | Condor                                               | Huss                    | 1986   | 2006   | Talocan                                                                          |
| Crazy Loop                       | Breakdance                                           | Fabbri                  | 1995   | 2004   | Black Mamba                                                                      |
| Galaxis 360                      | Cinema a 360°                                        | -                       | 1982   | 1985   | Cine 2000                                                                        |
| Galaxy                           | Simulatore                                           | Simtec e IMAX           | 1994   | 2005   | Race for Atlantis                                                                |
| Gebirgsbahn                      | Speed Racer                                          | Schwarzkopf             | 1975   | 2001   | River Quest                                                                      |
| Gondelbahn 1001 Nacht            | Dark ride basato sulle fiabe di Le mille e una notte | Schwarzkopf             | 1970   | 2009   | Negozio Haus der 6 Drachen                                                       |
| Grand-Canyon-Bahn                | Powered Coaster                                      | Schwarzkopf             | 1978   | 2001   | River Quest                                                                      |
| Hollywood Tour                   | Boat dark ride                                       | Intamin                 | 1990   | 2020   | /                                                                                |
| Jumbo                            | Giostra                                              | -                       | 1979   | 2000   | Area China Town Wuze Town                                                        |
| Käpt’n Blackbeards Piratenflotte | Parco giochi acquatico                               | Phantasialand           | 2001   | 2004   | Black Mamba                                                                      |
| Kinder-Riesenrad                 | Ruota panoramica per bambini                         | Zamperla                | 1993   | 2009   | Wuze Town                                                                        |
| Klettergarten                    | Parkour                                              | Phantasialand           | 2009   | 2012   | /                                                                                |
| Künstlerpavillon                 | Esibizione arti                                      | Phantasialand           | 1980   | 1986   | Nostalgie-Karussell                                                              |
| Märchenwald                      | Walkthrough a tema favolistico                       | Phantasialand           | 1967   | 2007   | Der lustige Papagei Die fröhliche Bienchenjagd Wolke's Luftpost Würmling Express |
| Minigolfplatz                    | Minigolf                                             | Phantasialand           | 197?   | 197?   | Bolles Spieleland                                                                |
| Nostalgie-Karussell              | Giostra cavalli                                      | Preston & Barbieri      | 1987   | 1997   | Pferdekarussell                                                                  |
| Octowuzy                         | Area giochi                                          | -                       | 2003   | 2024   | Wasserspielplatz e Wasser Battle-Zone                                            |
| Oldtimerbahn                     | Treno d'epoca                                        | Phantasialand           | 1967   | 1986   | Cena spettacolo Fantissima Hollywood Tour Space Center                           |
| Phantasialand-Jet                | Monorotaia                                           | Schwarzkopf             | 1974   | 2008   | Spettacoli 3 Freunde im geheimnisvollen Tempel                                   |
| Polyp                            | Polyp                                                | Schwarzkopf             | 1975   | 1983   | Spider                                                                           |
| Ponyreitbahn                     | Pista per pony                                       | Phantasialand           | 1967   | 1975   | Silbermine                                                                       |
| Professor Wuzipuhs Clever-Bollen | Edutainment                                          | -                       | 2003   | 2016   | /                                                                                |
| Race for Atlantis                | Simulatore                                           | Simtec e IMAX           | 2005   | 2016   | F.L.Y.                                                                           |
| Ruderboote                       | Barche a remi                                        | Phantasialand           | 1967   | 1968   | Seeräuberfahrt nach Carthagena                                                   |
| Santa-Fe-Western-Express         | Viaggio in treno a tema western                      | Phantasialand           | 1967   | 1986   | Cena spettacolo Fantissima Hollywood Tour Space Center                           |
| Silbermine                       | Dark ride a tema western                             | Schwarzkopf             | 1984   | 2014   | Raik Taron                                                                       |
| Silverado Up ’n‘ Down            | Trampolino elastico                                  | Phantasialand           | 2004   | 2015   | /                                                                                |
| Spider                           | Polyp                                                | Schwarzkopf             | 1984   | 1985   | Condor                                                                           |
| Schloss Schreckenstein           | Horror house                                         | Phantasialand           | 1972   | 2008   | Baumberger Irrgarten                                                             |
| Seeräuberfahrt nach Carthagena   | Gita in barca a tema pirati                          | Phantasialand           | 1968   | 1978   | Wikingerbootsfahrt                                                               |
| Space Center                     | Indoor roller coaster                                | Vekoma                  | 1988   | 2001   | Temple of the Night Hawk (2001-2018) / Crazy Bats (2019-)                        |
| Stonewash Creek                  | Log flume                                            | Mack Rides              | 1974   | 2011   | Chiapas                                                                          |
| Tretboote                        | Pedalò                                               | Phantasialand           | 1967   | 1968   | Seeräuberfahrt nach Carthagena                                                   |
| Walzertraum                      | Viaggio sull'acqua                                   | Mack Rides              | 1993   | 2009   | /                                                                                |
| Wikingerbootsfahrt               | Percorso in barca a tema vichinghi                   | Phantasialand           | 1979   | 1999   | Wakobato Wözl's Wassertreter                                                     |
| Wildwash Creek                   | Log Flume                                            | Mack Rides              | 1974   | 2011   | Chiapas                                                                          |
| Wosi's Abenteuerpark             | Parco giochi                                         | -                       | 2003   | 2013   | Kindertheater Wuze Town                                                          |
| Yeti                             | Animatronic                                          | Phantasialand           | 1989   | 2004   | /                                                                                |

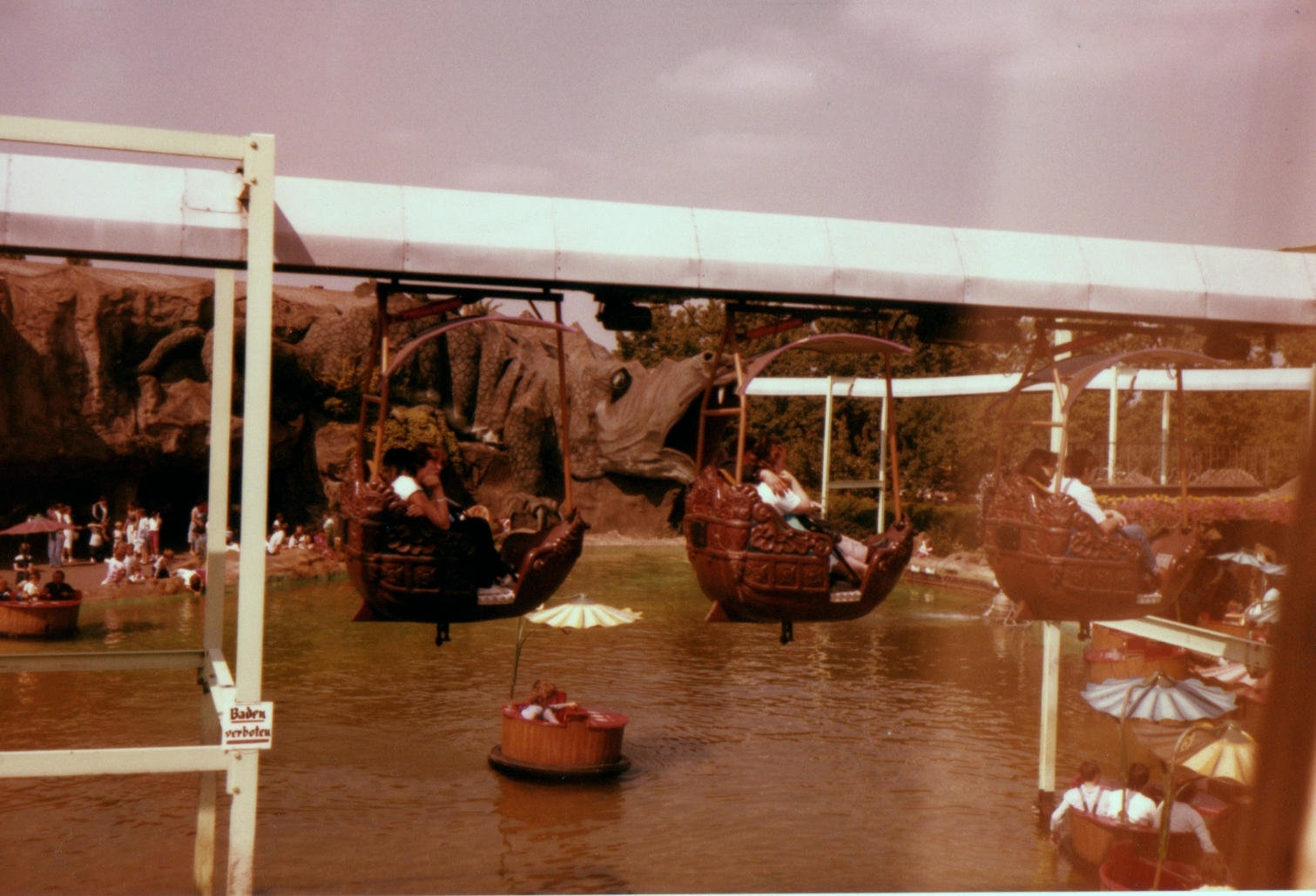
Gondelbahn 1001 Nacht insieme a Bottichfahrt sullo sfondo
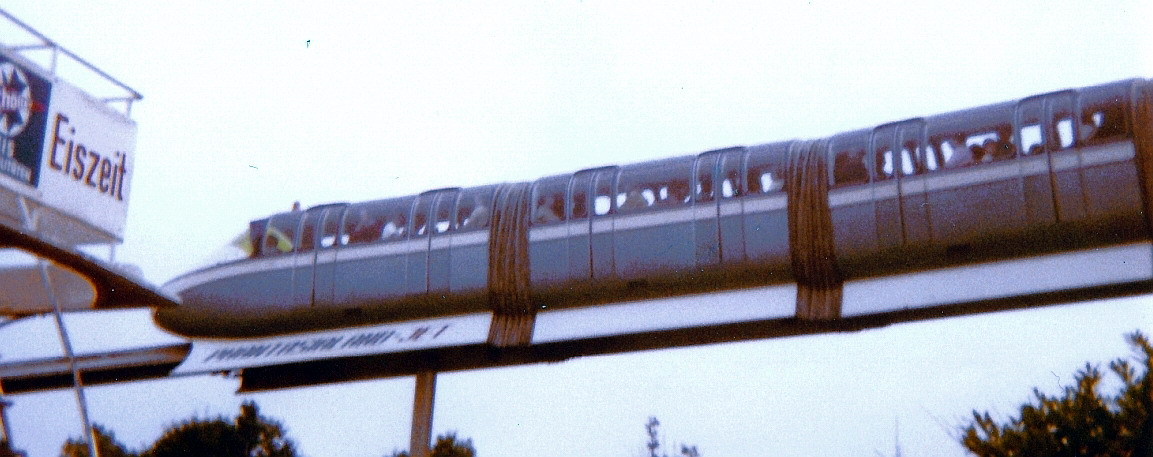
Phantasialand-Jet
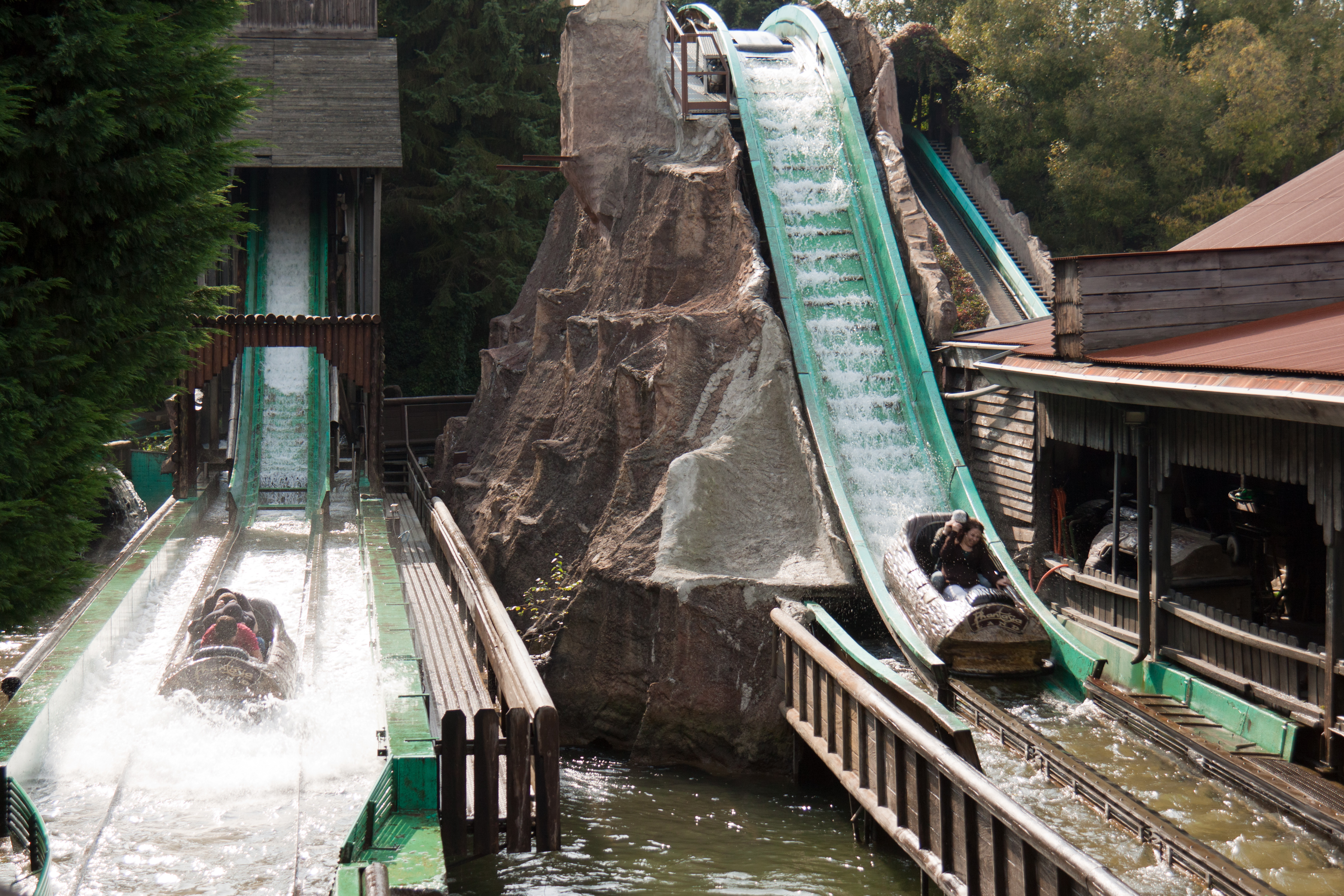
Stonewash Creek e Wildwash Creek
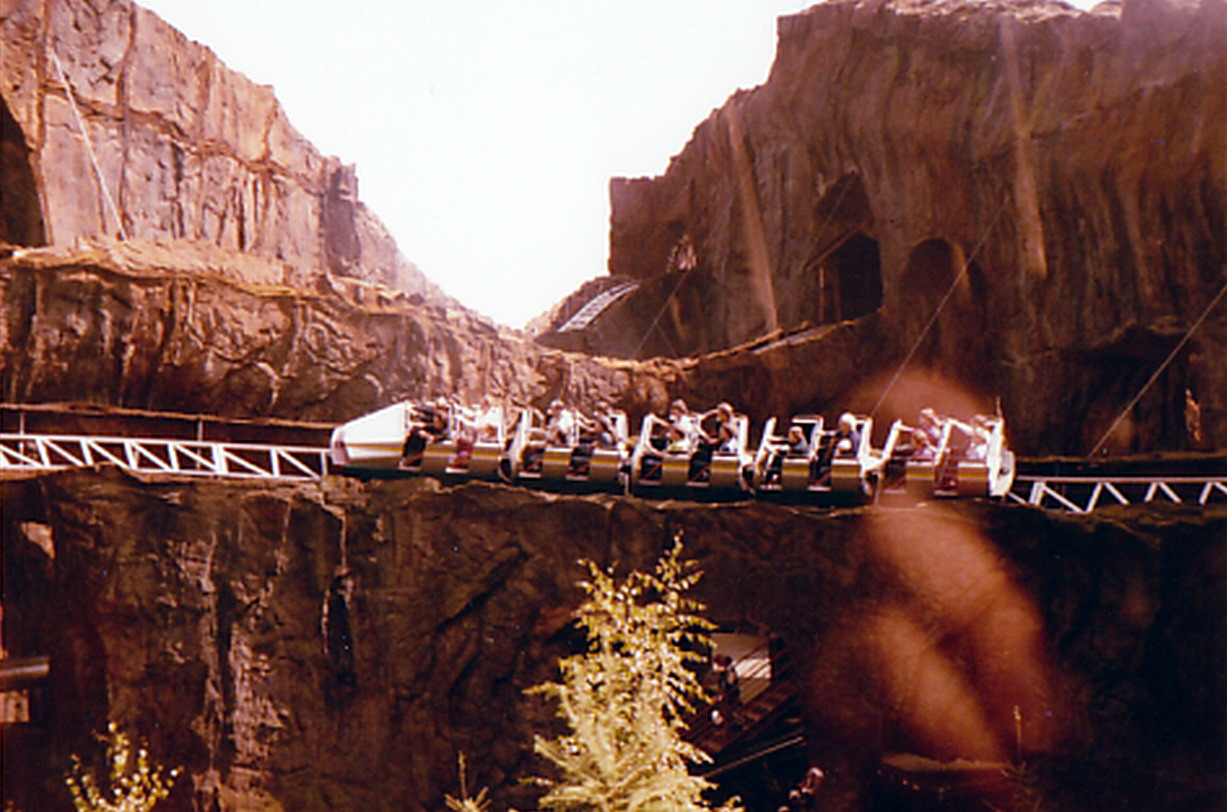
Gebirgsbahn
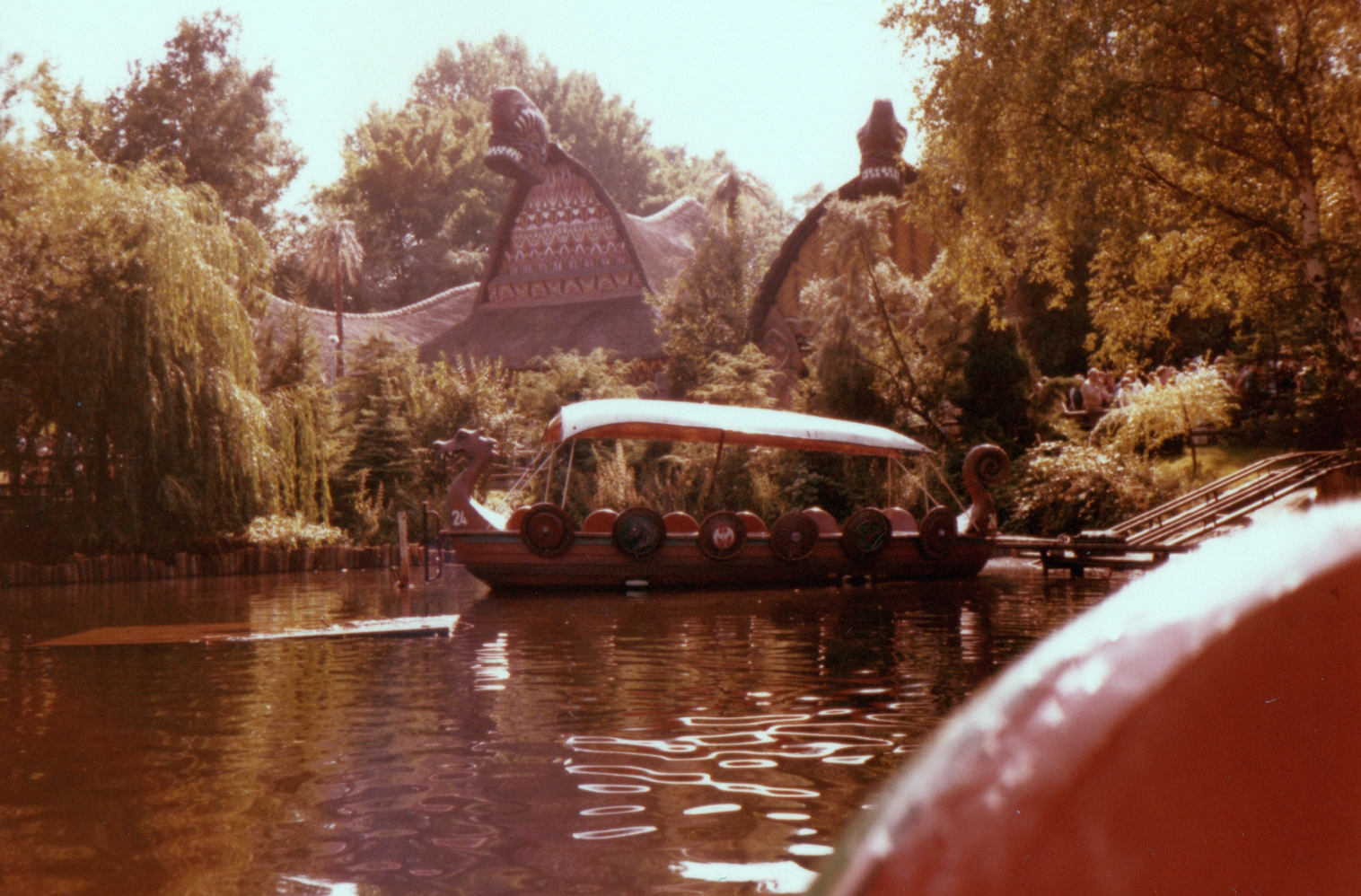
Wikingerbootsfahrt
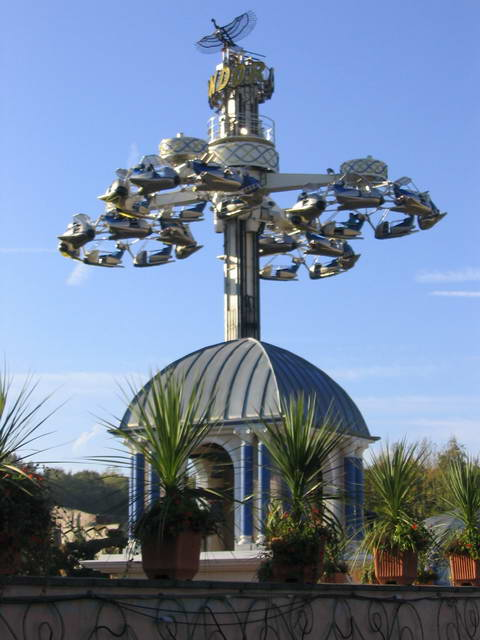
Condor
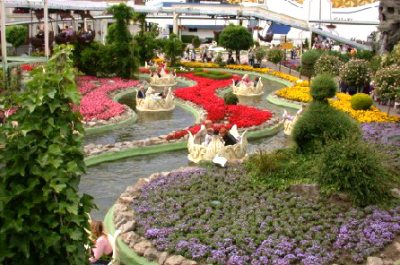
Walzertraum
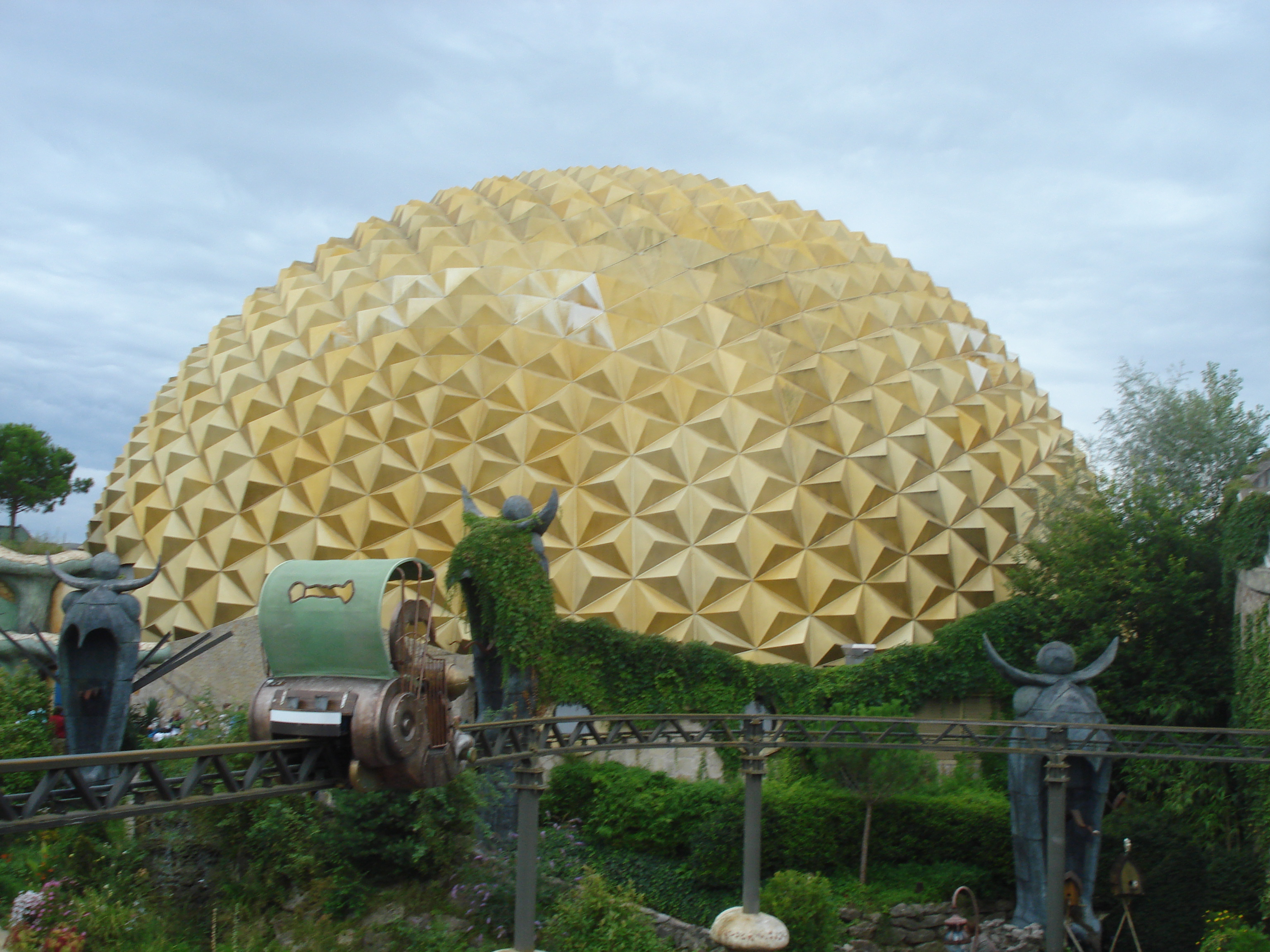
Race for Atlantis

## Spettacoli
Il parco offre diversi teatri, molti dei quali coperti e con spettacoli diversificati in base alla stagione.
- Wintergarten: il teatro principale del parco, rappresenta il "conservatorio" dell'area Berlin. Ospita attualmente lo show acrobatico e musicale Nobis.
- Schauspielhaus: sempre in Berlin si trova il grande cinema 4d da 465 posti, dove è proiettato Pirates 4D con Leslie Nielsen e Eric Idle.
- Kindertheater Wuze Town: piccolo teatro per bambini nell'area indoor di Wuze Town.
- Arena de Fiesta: ex delfinario e acquario, questo teatro nei pressi di Chiapas ospita dal 1997 spettacoli di pattinaggio sul ghiaccio, fino al più recente Rock on Ice.
- Silverado Theatre: arena dedicata allo stunt show Battle of the Best, ricco di acrobazie su trampolini e break dancers.
- Deep in Africa: sullo sfondo dell'omonima area, artisti africani si esibiscono in Miji African Dancers: canti e balli tradizionali a ritmo di percussioni.

## Alberghi del parco

### Ling Bao

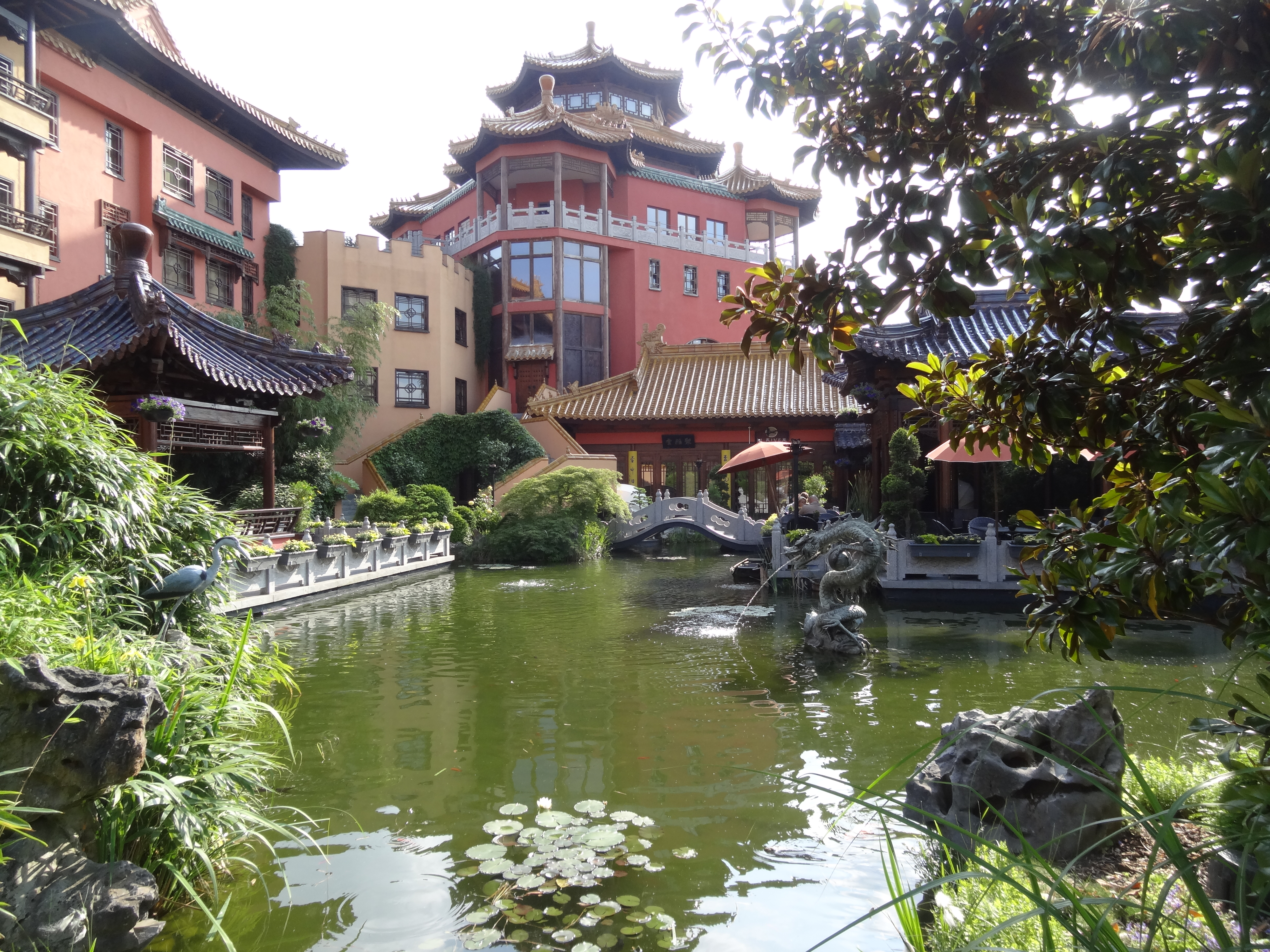
L'hotel Ling Bao.

Aperto nel 2003 con il nome PhantAsia, l'hotel a quattro stelle venne rinominato Ling Bao ("sacro gioiello") nel 2007. La sua architettura e le decorazioni seguono l'armonia del Feng Shui. Come nel caso dell'area China Town, molti articoli sono stati importati dalla Cina e oltre 200 artigiani cinesi locali sono stati coinvolti nella costruzione. L'hotel da 165 stanze, ha portato già nel primo anno dopo la sua apertura un aumento dei pernottamenti e della percentuale di ospiti stranieri.

### Matamba
Nel 2008 il Matamba ha aperto come secondo hotel del parco. L'hotel a tre stelle superior, la cui architettura è basata sull'architettura in argilla della cultura dogon dell'Africa occidentale, completa l'area Deep in Africa a sud. Il nome dell'hotel è ispirato all'antico regno di Matamba.

### Charles Lindbergh
Attraverso materiale promozionale, nel 2018 viene annunciata la costruzione dell'hotel dedicato all'aviatore Charles Lindbergh all'interno della stessa area su cui sorge F.L.Y. Viene promessa un'innovativa interazione tra il roller coaster e l'hotel, e delle camere di forma cilindrica, ispirate a quelle degli hotel a capsule. L'hotel, aperto da settembre 2020, propone soggiorni per coppie con bambini a partire da 8 anni con accesso privilegiato a Rookburgh e al pub interno 1919.
Fino alla stagione 2014 era presente anche un camping con tende indiane, Smokey's Digger Camp. Venne gravemente danneggiato da una tempesta all'inizio dell'anno successivo e non fu riaperto.